# Россия на «Детском Евровидении»
Россия в Детском Евровидении участвовала 17 раз (с 2005 года по 2021 год), в активе России две победы. Первую победу одержали в 2006 году Сёстры Толмачёвы, представлявшие Россию с песней «Весенний джаз», во второй раз победу принесла Полина Богусевич в 2017 году с песней «Крылья».

## Участники
Победитель
     Второе место
     Третье место
     Четвёртое место
     Пятое место
     Последнее место
     Не участвовала или была дисквалифицирована
     Несостоявшееся участие
| 2005                                                             | Хасселт   | Влад Крутских                       | «Doroga K Solntsu» (The Road to the Sun) | «Дорога к солнцу»   | Русский             | 9  | 66  |
| 2006                                                             | Бухарест  | Сёстры Толмачёвы                    | «Vesenniy Jazz» (Spring Jazz)            | «Весенний джаз»     | Русский             | 1  | 154 |
| 2007                                                             | Роттердам | Александра Головченко               | «Otlichnitsa» (Excellent Student)        | «Отличница»         | Русский             | 6  | 105 |
| 2008                                                             | Лимасол   | Михаил Пунтов                       | «Spit Angel» (The Angel Sleeps)          | «Спит ангел»        | Русский             | 7  | 73  |
| 2009                                                             | Киев      | Екатерина Рябова                    | «Malenky Prints» (The Little Prince)     | «Маленький принц»   | Русский             | 2  | 116 |
| 2010                                                             | Минск     | Лиза Дрозд и Саша Лазин             | «Boy and Girl»                           | «Мальчик и девочка» | Русский, английский | 2  | 119 |
| 2011                                                             | Ереван    | Катя Рябова                         | «Romeo and Juliet»                       | «Ромео и Джульетта» | Русский             | 4  | 99  |
| 2012                                                             | Амстердам | Лерика                              | «Sensation»                              | «Сенсация»          | Русский, английский | 4  | 88  |
| 2013                                                             | Киев      | Даяна Кириллова                     | «Dream On»                               | «Мечтай»            | Русский             | 4  | 106 |
| 2014                                                             | Марса     | Алиса Кожикина                      | «Dreamer»                                | «Мечтатель»         | Русский, английский | 5  | 96  |
| 2015                                                             | София     | Михаил Смирнов                      | «Dream» (Mechta)                         | «Мечта»             | Русский, английский | 6  | 80  |
| 2016                                                             | Валлетта  | The Water of Life Project           | «Water of Life»                          | «Живая вода»        | Русский, английский | 4  | 202 |
| 2017                                                             | Тбилиси   | Полина Богусевич                    | «Wings»                                  | «Крылья»            | Русский, английский | 1  | 188 |
| 2018                                                             | Минск     | Анна Филипчук                       | «Unbreakable»                            | «Непобедимый»       | Русский, английский | 10 | 122 |
| 2019                                                             | Гливице   | Татьяна Меженцева и Денберел Ооржак | «A Time For Us»                          | «Время для нас»     | Русский, английский | 13 | 72  |
| 2020                                                             | Варшава   | София Феськова                      | «My New Day»                             | «Мой новый день»    | Русский, английский | 10 | 88  |
| 2021                                                             | Париж     | Таня Меженцева                      | «Mon Ami»                                | «Мой друг»          | Русский, английский | 7  | 124 |
| Дисквалифицирована с 2022 года из-за приостановки членства в ЕВС |           |                                     |                                          |                     |                     |    |     |

### Вернувшиеся исполнители
| Год  | Исполнитель        | Год и место                 |
| ---- | ------------------ | --------------------------- |
| 2011 | Екатерина Рябова   | 2009 (2 место)              |
| 2012 | Валерия Енгалычева | 2011 (от Молдовы) (6 место) |
| 2021 | Татьяна Меженцева  | 2019 (13 место)             |

## Голоса за Россию (2005-2021)
| №  | Страна         | Россия отдала | Россия получила |
| -- | -------------- | ------------- | --------------- |
| 1  | Австралия      | 45            | 23              |
| 2  | Азербайджан    | 20            | 38              |
| 3  | Албания        | 16            | 21              |
| 4  | Армения        | 132           | 128             |
| 5  | Беларусь       | 138           | 138             |
| 6  | Бельгия        | 31            | 43              |
| 7  | Болгария       | 28            | 50              |
| 8  | Великобритания | 1             | 2               |
| 9  | Германия       | 0             | 11              |
| 10 | Греция         | 7             | 22              |
| 11 | Грузия         | 111           | 62              |
| 12 | Дания          | 6             | 1               |
| 13 | Израиль        | 13            | 9               |
| 14 | Ирландия       | 9             | 22              |
| 15 | Испания        | 19            | 22              |
| 16 | Италия         | 22            | 14              |
| 17 | Казахстан      | 39            | 23              |
| 18 | Кипр           | 17            | 45              |
| 19 | Латвия         | 5             | 24              |
| 20 | Литва          | 15            | 32              |

## История

### 2005 год
В 2005 году, когда Россия впервые приняла участие в «Детском конкурсе песни Евровидение», Россию в бельгийском городе Хасселт представили Влад Крутских и группа «Волшебники Двора». По итогам конкурса они заняли там 9 место.

### 2006 год
В 2006 году Россию на конкурсе представляли сёстры Анастасия и Мария Толмачёвы. Песня «Весенний джаз» в их исполнении получила 154 балла и заняла первое место. Позднее, в 2014 году, дуэт на взрослом конкурсе занял 7 место.

### 2007 год

#### Национальный отбор
Финал национального отбора участника Детского Евровидения 2007 прошёл 3 июня 2007 года. В нём приняло участие 20 исполнителей:
1. Квартет «Сюрприз» (Нижний Тагил)
2. Почекаева Екатерина (Курск)
3. Квартет «Коломбина» (Москва)
4. Пащенко Мария (Белгород)
5. Кузнецов Артём (Хабаровск)
6. Савилова Юлиана (Оренбург)
7. Головченко Александра (Волгоград)
8. Измайлова Камила (Казань)
9. Башлыкова Лена (Одинцово)
10. Атоян Эрика (Нефтегорск)
11. Морозова Женя (п. Вешки)
12. Иванов Никита (п. Дедовичи, Псков)
13. Полякова Наталья (п. Глинищево, Брянск)
14. Группа «Домисольки» (с. Эльгяй, Якутия)
15. Усова Юлия (Северодвинск)
16. Пестунова Мария (Воронеж)
17. Колесникова Настя (п. Ростоши, Оренбург)
18. Сафонкин Владимир (Москва)
19. Сидоров Олег (Краснознаменск)
20. Квинтет «Верба» (Воронеж)

В национальном отборе победу одержала Александра Головченко из Волгограда.

#### Международный конкурс
Выступление 2007 года стало третьим выступлением на детском Евровидении для России. Александра Головченко с песней «Отличница» заняла на конкурсе шестое место, набрав 105 баллов.

### 2008 год

#### Национальный отбор
| Место | Исполнитель          | Песня                        | Проценты |
| ----- | -------------------- | ---------------------------- | -------- |
| 1     | Михаил Пунтов        | Спит ангел                   | 10,81    |
| 2     | Киндер-Сюрприз       | Ох уж эта школа              | 7,38     |
| 3     | Мария Ковылова       | Ангелы                       | 7,21     |
| 4     | Махтим Байор         | Песня одинокого филина       | 6,93     |
| 5     | Давид Казарян        | Порадуемся солнцу            | 6,39     |
| 6     | Илья Алтухов         | Стоп, машина                 | 6,37     |
| 7     | Андрей Чобидько      | Я рисую                      | 5,88     |
| 8     | Олеся Полещук        | Весняночка                   | 5,86     |
| 9     | Екатерина Сергунина  | Танцуй со мной Rock and Roll | 5,77     |
| 10    | Подружки             | Моя Земля                    | 5,71     |
| 11    | Анастасия Гавринина  | Косы                         | 5,64     |
| 12    | Анастасия Щенина     | Южный ветер                  | 5,51     |
| 13    | Снежана Хороля       | (без названия)               | 4,46     |
| 14    | Вейко                | Вейко-ко                     | 3,41     |
| 15    | Робинзон             | Солнце                       | 3,21     |
| 16    | Домисолька           | Цветик-Семицветик            | 2,70     |
| 17    | Алексей Васильев     | Супергерой                   | 2,57     |
| 18    | Иван Горозник        | Станцуй мне самбу            | 2,07     |
| 19    | Лиза и Даша Лемешёвы | Бабуля                       | 1,17     |
| 20    | Плюс и минус         | Математик                    | 1,04     |

#### Международный конкурс
Россию на конкурсе представил Михаил Пунтов с песней «Спит ангел». Михаил набрал 73 очка и занял седьмое место.

### 2009 год
Россию на «Детском Евровидение 2009» представила Екатерина Рябова с песней «Маленький принц». Набрав 116 баллов, она поделила 2 место с представительницей Армении Луарой Айрапетян.

### 2010 год
В 2010 году по результатам национального отбора Россию представил дуэт «Волшебный микрофон», в составе Александра Лазина и Елизаветы Дрозд. На международном конкурсе в Минске ребята заняли второе место, уступив Владимиру Арзуманяну всего 1 балл.

### 2011 год

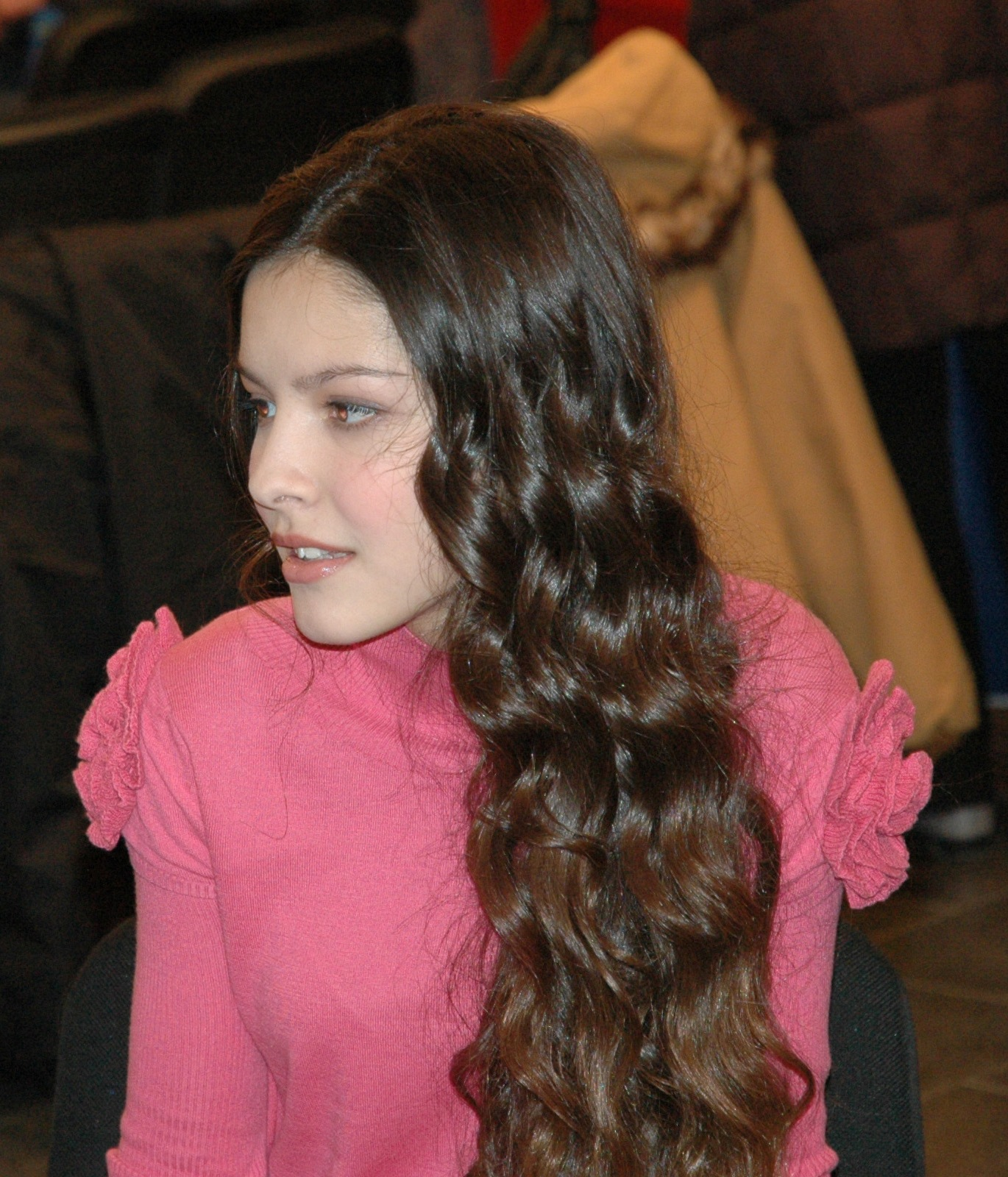
Катя Рябова на Детском Евровидении 2011

В 2011 году Россию представляла Катя Рябова с песней «Как Ромео и Джульетта». Это первый случай в истории Детского Евровидения, что исполнители возвращаются на конкурс.
Для участия в конкурсе этого года Катя и телеканал Россия-1 получили специальное разрешение от ЕВС.
Катя заняла четвёртое место на конкурсе и набрала вместе с Белоруссией по 99 баллов, но Белоруссия получила бронзу, так как она получила от трёх стран 12 баллов, а Россия — от двух, и по правилу конкурса высшее место занимает та страна, которая получает больше наивысших оценок.

### 2012 год

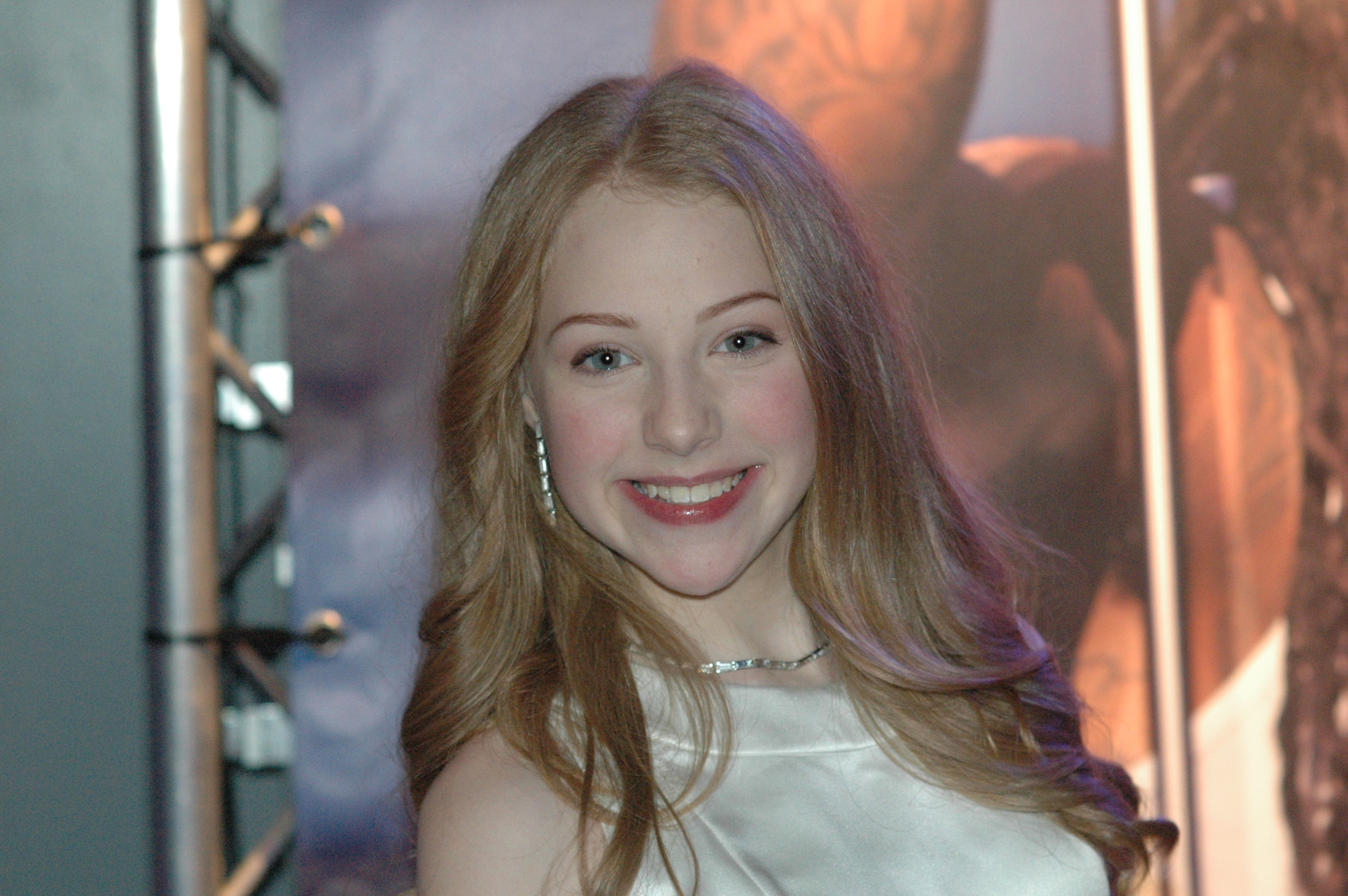
Валерия Андреевна Енгалычева (Лерика). Детское Евровидение 2012

В 2012 году в Амстердаме Россию представляла Валерия Енгалычева с песней «Сенсация». На международном конкурсе певица набрала 88 очков, заняв 4 место.

### 2013 год

#### Национальный отбор

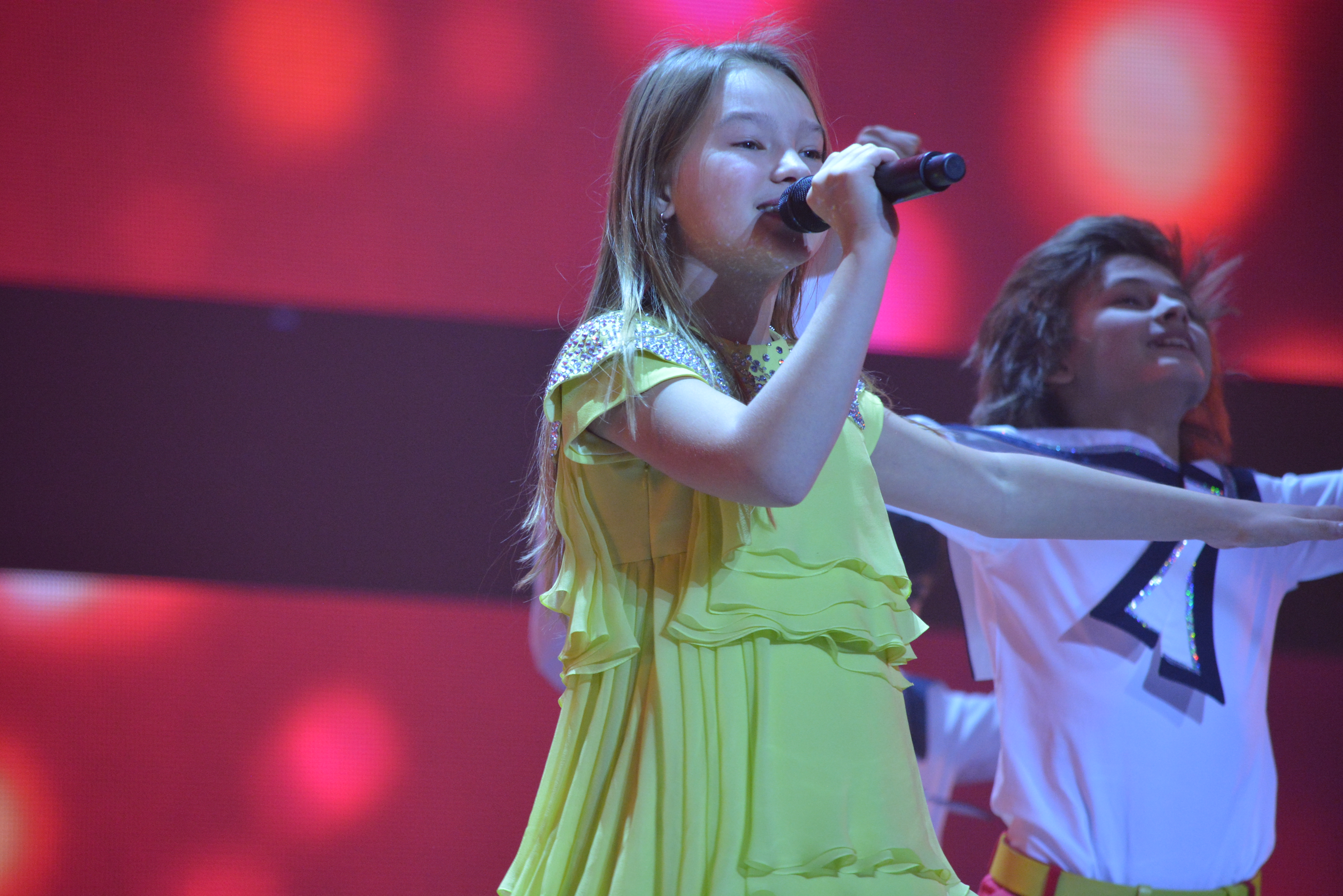
Даяна Кириллова на финале Детского Евровидения 2013

В национальном отборе, который прошёл 2 июня, приняли участие 18 исполнителей. Победила Даяна Кириллова из Казани, набравшая 12,19 % голосов.
| №  | Исполнитель                                          | Песня               | Место | Проценты |
| -- | ---------------------------------------------------- | ------------------- | ----- | -------- |
| 1  | Безродная Ванесса (Железнодорожный, Московская обл.) | Динамит             | 15    | 2.59     |
| 2  | Кузнецова Ульяна (Оренбург)                          | Девочка-праздник    | 7     | 6.06     |
| 3  | Дуэт «Дружные сестренки» (Москва)                    | Утки поют           | 11    | 4.9      |
| 4  | Кириллова Даяна (Казань)                             | Мечтай              | 1     | 12.19    |
| 5  | Егоркина Анастасия (п. Кугеси, Чувашия)              | Музыка              | 9     | 5.74     |
| 6  | Зуева Анастасия (Челябинск)                          | Мечта               | 13    | 3.4      |
| 7  | Мулина Ксения (Санкт-Петербург)                      | Выше нуля           | 12    | 3.73     |
| 8  | Пурис Елизавета (Москва)                             | Новый день          | 2     | 10.22    |
| 9  | Багарякова Арина (Екатеринбург)                      | Художник            | 18    | 1.62     |
| 10 | Колесникова Ангелина (Оренбург)                      | Рыжая               | 5     | 7.08     |
| 11 | Квартет «4EVER» (Москва)                             | Просто друг         | 6     | 6.63     |
| 12 | Квасов Вячеслав (Москва)                             | Танцуй под луной    | 17    | 1.91     |
| 13 | Ерошенко Валерия (п. Пригородный, Оренбургская обл.) | Небо в ночи         | 4     | 8.26     |
| 14 | Солдышева Диана (Новосибирск)                        | Половинки           | 10    | 5.6      |
| 15 | Григорьева Лариса (Москва)                           | Бабочка             | 8     | 5.91     |
| 16 | Маша и Медведь (Москва)                              | Локтки              | 14    | 2.99     |
| 17 | Фисенко Софья (Новомосковск, Тульская обл.)          | Лучшие друзья       | 3     | 9.2      |
| 18 | Сементина Алиса (Рязань)                             | Распахнем мы крылья | 16    | 1.98     |

#### Международный конкурс
В 2013 году на конкурсе в Киеве Россию представляла Даяна Кириллова с песней «Мечтай». На конкурсе, который в России транслировался телеканалом «Карусель» (а не Россией-1, как раньше) Даяна заняла 4 место, набрав 106 очков.

### 2014 год

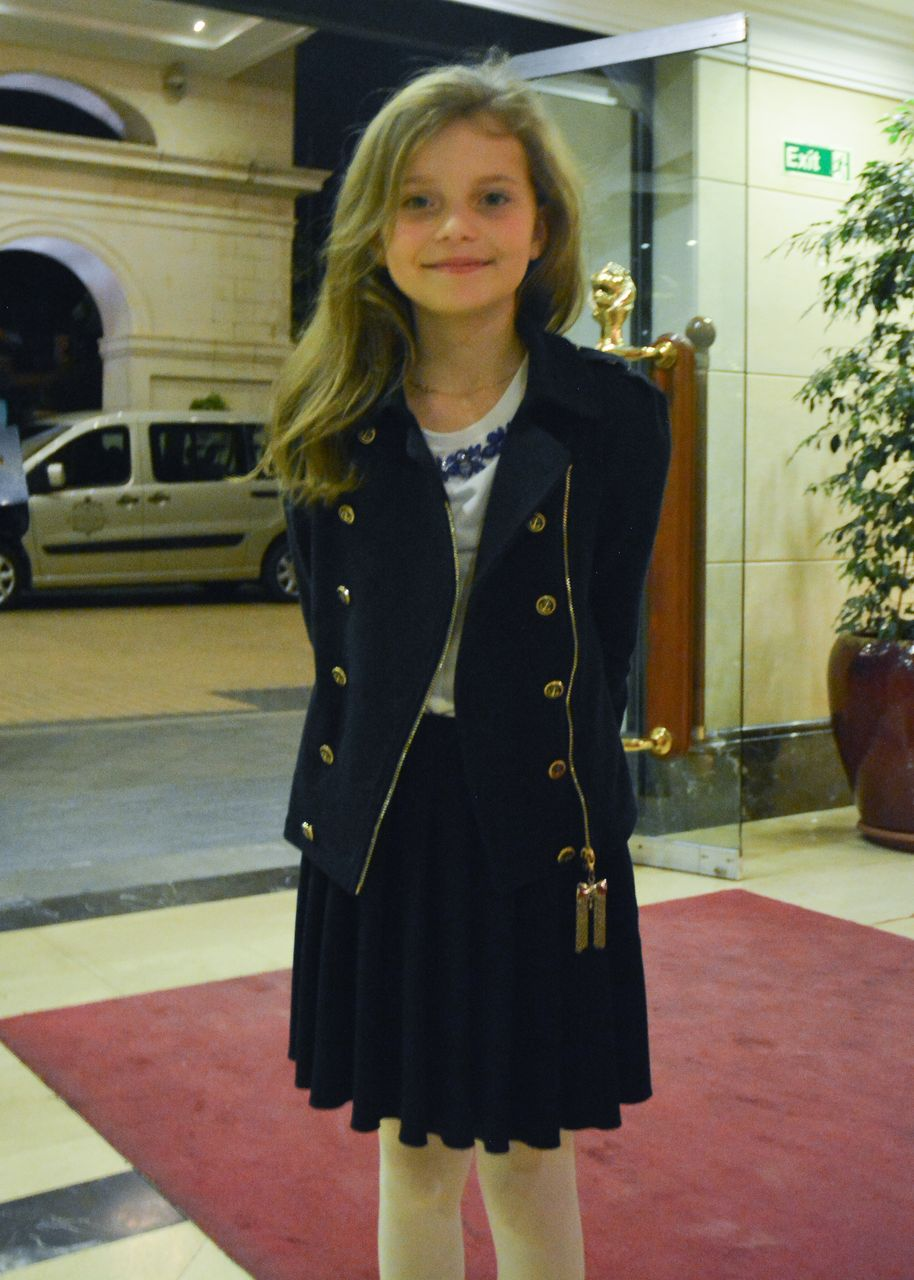
Алиса Кожикина

В 2014 году на конкурсе в Марсе Россию представляла Алиса Кожикина с песней «Dreamer» (с англ. — «Мечтатель»), которая была написана специально для конкурса композитором и продюсером Максимом Фадеевым. Для участия в конкурсе Алису утвердили без отборочного тура, путём внутреннего голосования. На международном конкурсе она заняла 5 место с результатом в 96 баллов.

### 2015 год

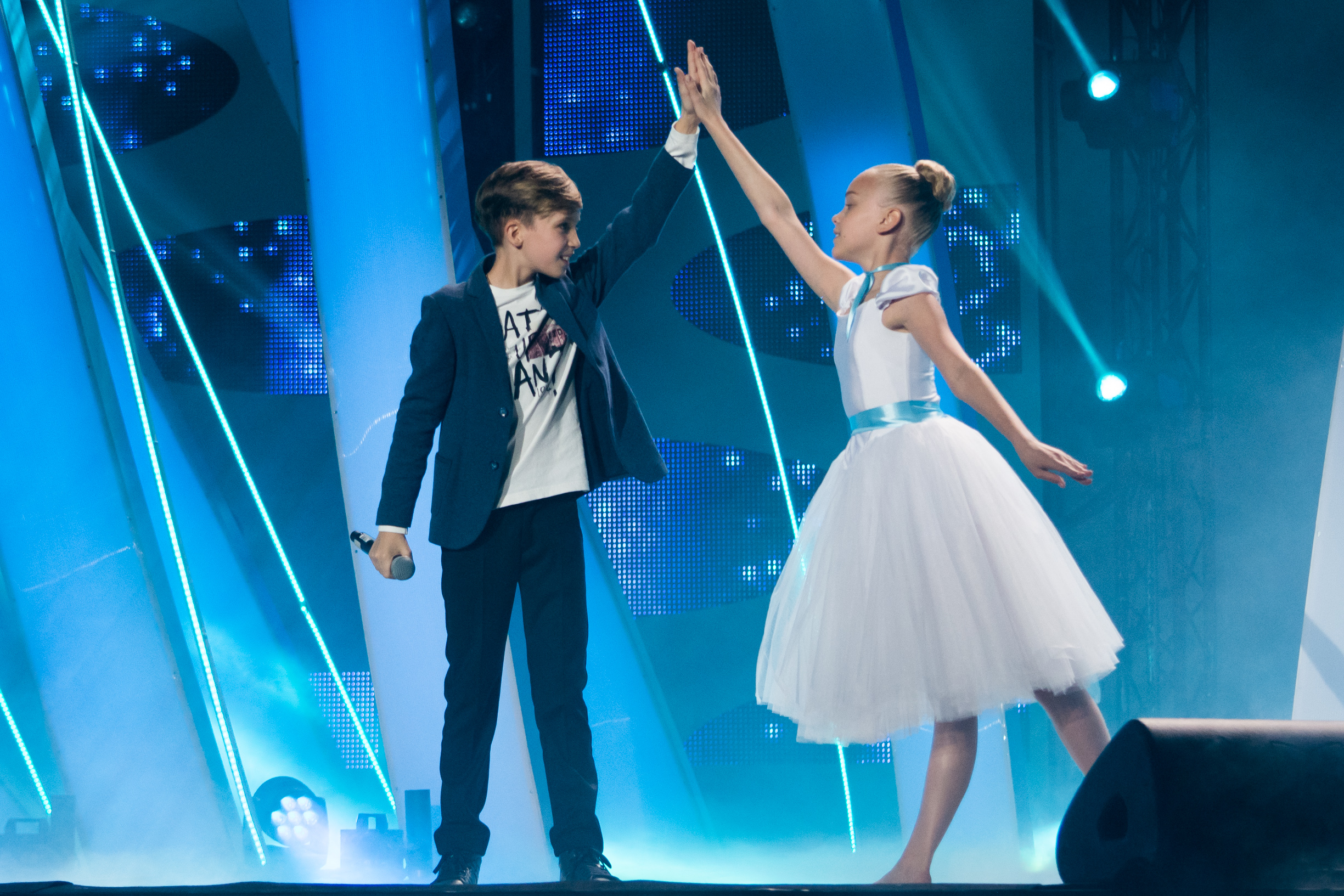
Михаил Смирнов и Екатерина Романенко, финал национального отбора на Детское Евровидение 2015

#### Национальный отбор
В 2015 году организацией отборочных туров международного конкурса «Детское Евровидение» занялась Академия популярной музыки Игоря Крутого совместно с детским телеканалом «Карусель». С 1 августа начался приём заявок на телеканале «Карусель», который продлился до 10 сентября. Отбор проходил в несколько этапов: на первом профессиональное жюри из присланных заявок выбрала 30 полуфиналистов, затем прошёл закрытый полуфинал, на котором из 30 исполнителей было выбрано 18. После этого 21 сентября на сайте телеканала «Карусель» было открыто интернет-голосование. А 25 сентября в ГЦКЗ «Россия» прошёл финальный гала-концерт, по результатам которого свои оценки конкурсантам выставило жюри. По сумме баллов от интернет-голосования и жюри победил Михаил Смирнов с песней «Мечта».
| №  | Исполнитель                              | Песня           | Баллы | Место |
| -- | ---------------------------------------- | --------------- | ----- | ----- |
| 01 | дуэт «Карамельное небо»                  | «Твист-сюрприз» | 12    | 14    |
| 02 | Юлия Асессорова                          | «Облако»        | 25    | 4     |
| 03 | Камелия Педан                            | «Жар-птица»     | 12    | 15    |
| 04 | Михаил Смирнов                           | «Мечта»         | 34    | 1     |
| 05 | группа «4 кадра»                         | «Улыбнись»      | 19    | 7     |
| 06 | Александра Городецкая                    | «Пароль»        | 13    | 12    |
| 07 | Вилена Хикматуллина                      | «Выше неба»     | 17    | 8     |
| 08 | Эден Голан                               | «Счастье»       | 22    | 5     |
| 09 | Дарья Переверзева                        | «Мир»           | 12    | 16    |
| 10 | Екатерина Манешина и Вилена Хикматуллина | «Беги»          | 28    | 3     |
| 11 | Софья Лапшакова                          | «А я смогу»     | 21    | 6     |
| 12 | Екатенина Манешина                       | «Выбираю свет»  | 15    | 11    |
| 13 | Милана Павлова                           | «Пятый океан»   | 12    | 17    |
| 14 | Дарья Ким                                | «Летать»        | 12    | 18    |
| 15 | Анна Томило                              | «Я нарисую»     | 16    | 9     |
| 16 | Мария Мирова                             | «Летать»        | 31    | 2     |
| 17 | Екатерина Бизина                         | «Открой глаза»  | 16    | 10    |
| 18 | Софья Фёдорова                           | «Звездопад»     | 15    | 12    |

#### Международный конкурс

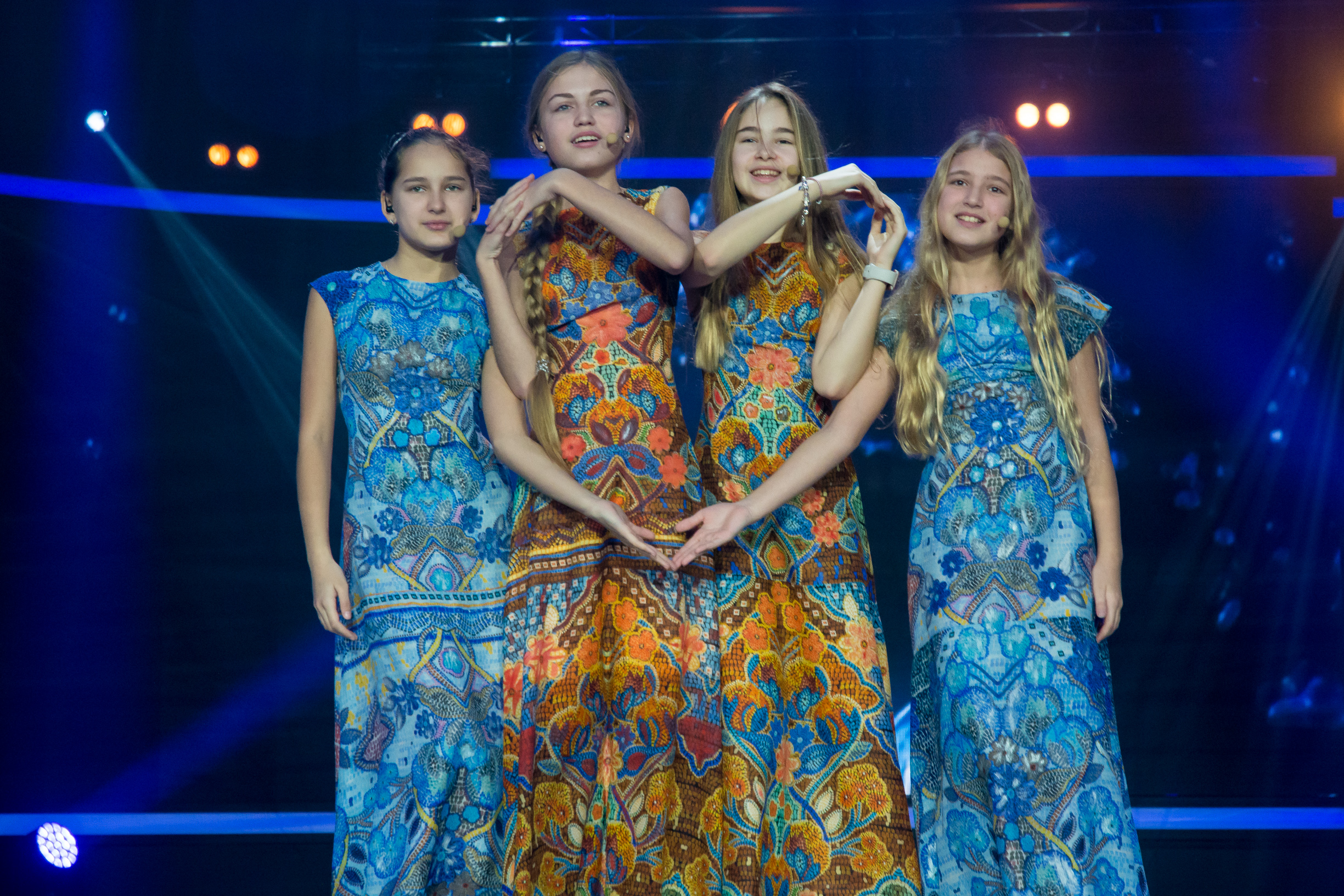
The Water of Life Project на Детском Евровидении 2016

На конкурсе, который прошёл 21 ноября в Софии, столицы Болгарии, Михаил Смирнов, набравший 80 баллов, занял шестое место.

### 2016 год

#### Национальный отбор

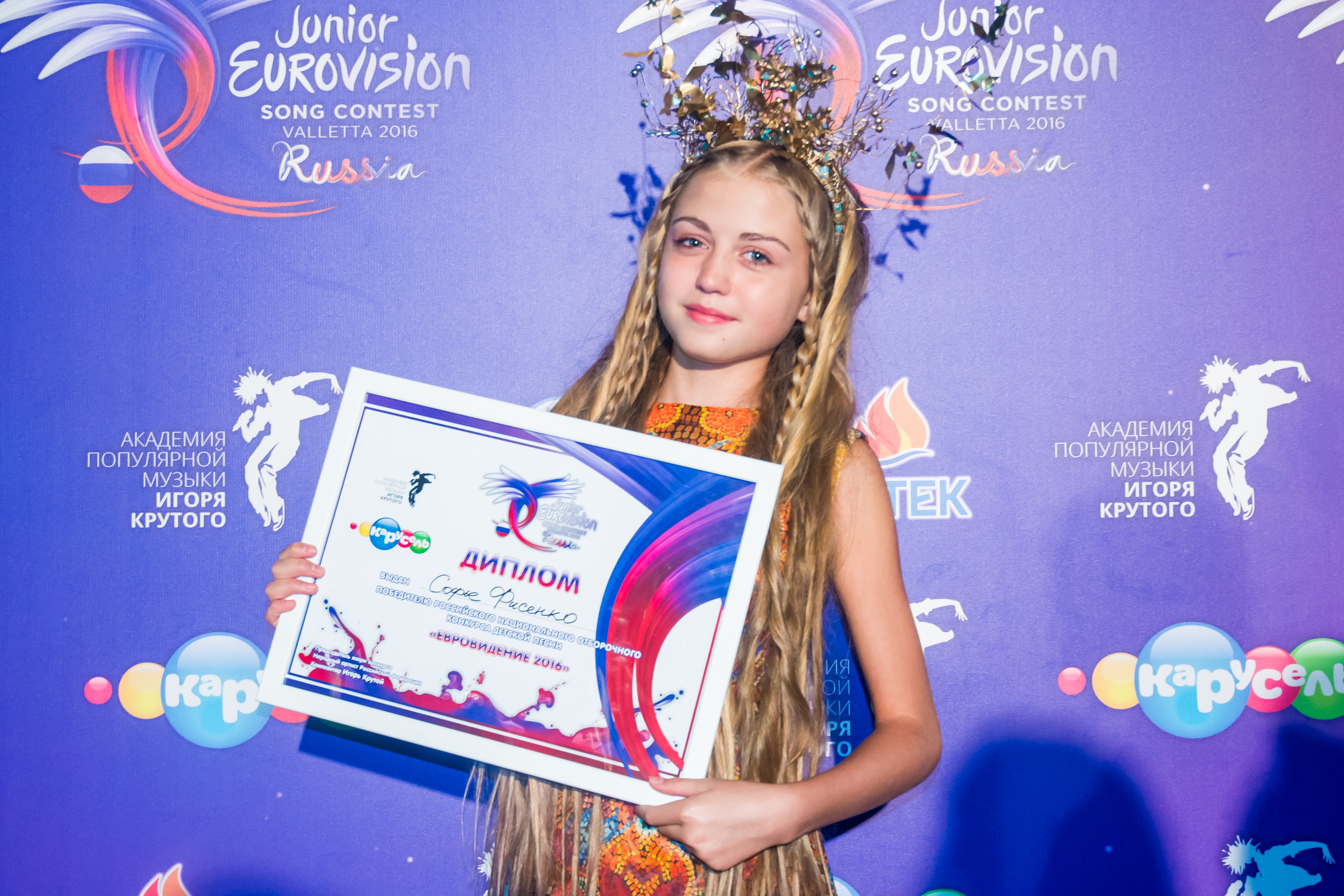
Софья Фисенко, победительница российского отбора на Детское Евровидение 2016

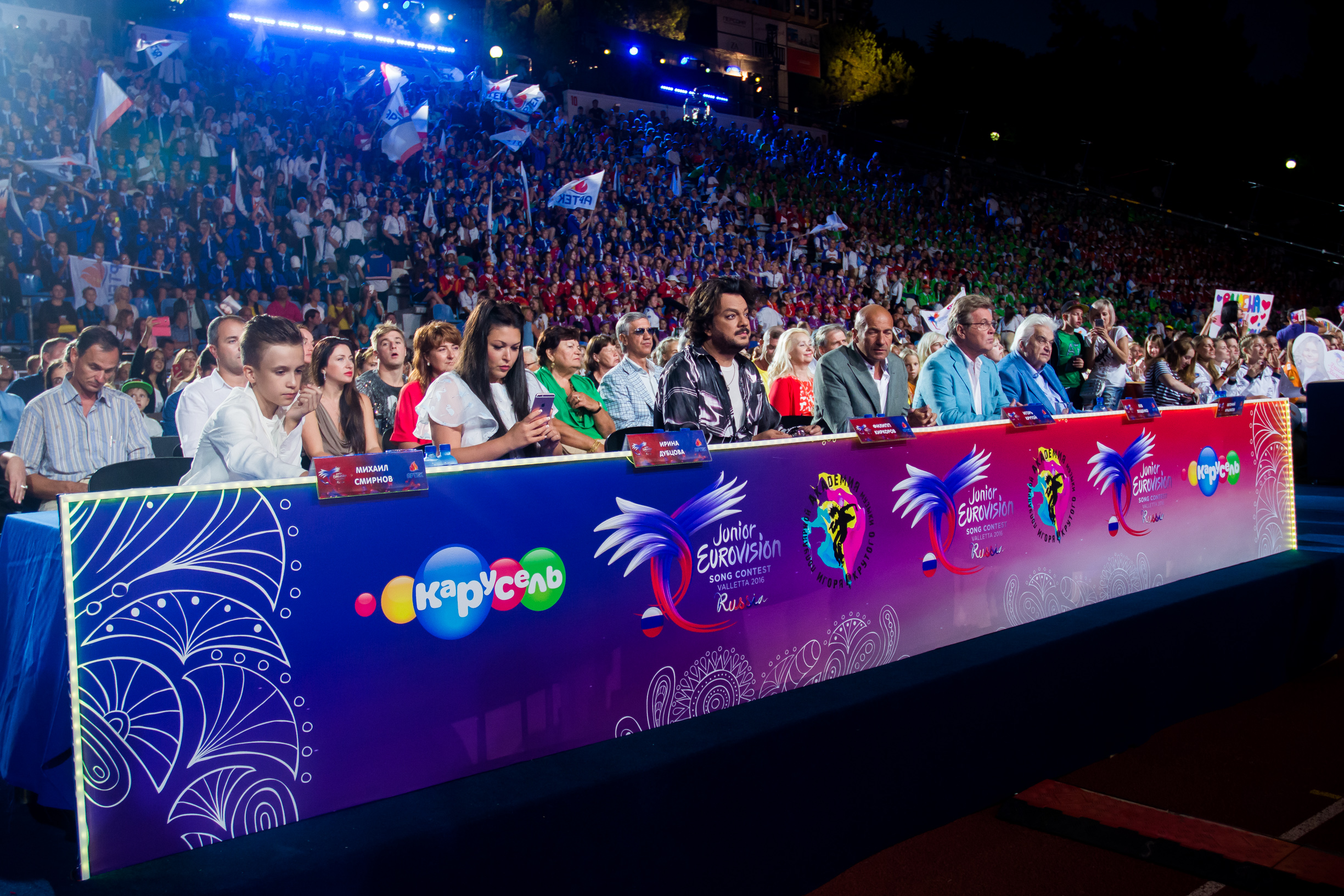
Жюри российского отбора на Детское Евровидение 2016

30 мая начался приём заявок от желающих принять участие в отборе. 15 августа состоялся финал отбора, в котором приняло участие 16 исполнителей и который впервые прошёл в Артеке.
Победитель определялся по сумме голосов от результатов интернет-голосования и оценок профессионального жюри. В состав жюри конкурса вошли Игорь Крутой, Лев Лещенко, Филипп Киркоров, Ирина Дубцова, Евгений Крылатов и участник Детского Евровидения 2015 Миша Смирнов.
По результатам отбора победила Софья Фисенко, набравшая максимально возможное количество баллов.
| №  | Исполнитель                              | Песня                    | Баллы | Место |
| -- | ---------------------------------------- | ------------------------ | ----- | ----- |
| 01 | Юлия Асессорова (13 лет, Оренбург)       | «Я не боюсь!»            | 24    | 4     |
| 02 | Лилия Вердиян (12 лет, Краснодар)        | «Get Funky»              | 18    | 8     |
| 03 | Софья Пастушкова (13 лет, Москва)        | «Поверь в себя»          | 12    | 14    |
| 04 | Софья Фисенко (14 лет, Новомосковск)     | «Живая вода»             | 36    | 1     |
| 05 | Алексей Забугин (13 лет, Новый Уренгой)  | «Рождённые под солнцем»  | 20    | 6     |
| 06 | Дуэт Friends (14 лет, Москва)            | «Держи меня за руку»     | 26    | 3     |
| 07 | Катя Манешина (11 лет, Коломна)          | «Любовь спасёт этот мир» | 19    | 7     |
| 08 | Мария Мирова (10 лет, Москва)            | «Падаем и взлетаем»      | 29    | 2     |
| 09 | Милана Павлова (12 лет, Казань)          | «Навсегда верю»          | 14    | 12    |
| 10 | Алиса Хилько (8 лет, Москва)             | «Головоломки»            | 16    | 10    |
| 11 | «Что скажут дети» (11 лет, Владивосток)  | «Бит Нашего Сердца»      | 15    | 11    |
| 12 | Маша Журавлёва (12 лет, Санкт-Петербург) | «Научу мечтать»          | 23    | 5     |
| 13 | «Жара» (10 лет, Новосибирск)             | «Папочка, купи гитару»   | 12    | 14    |
| 14 | Елизавета Кузнецова (11 лет, Рязань)     | «Приснилось»             | 14    | 12    |
| 15 | Милана Жарёхина (11 лет, Новокуйбышевск) | «Оглянитесь»             | 13    | 13    |
| 16 | Вилена Хикматуллина (11 лет, Казань)     | «Надо кружить»           | 17    | 9     |

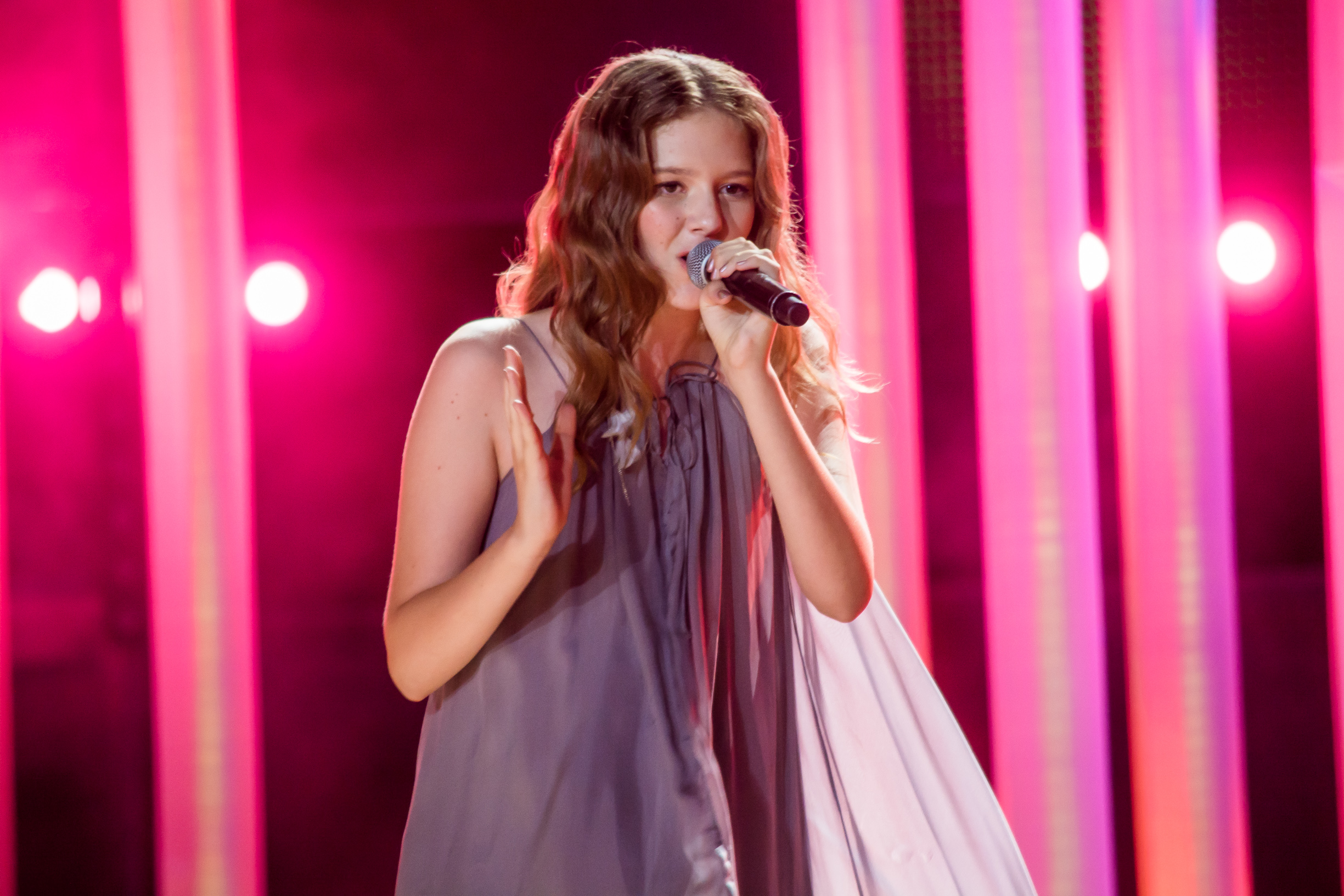
Юлия Асессорова
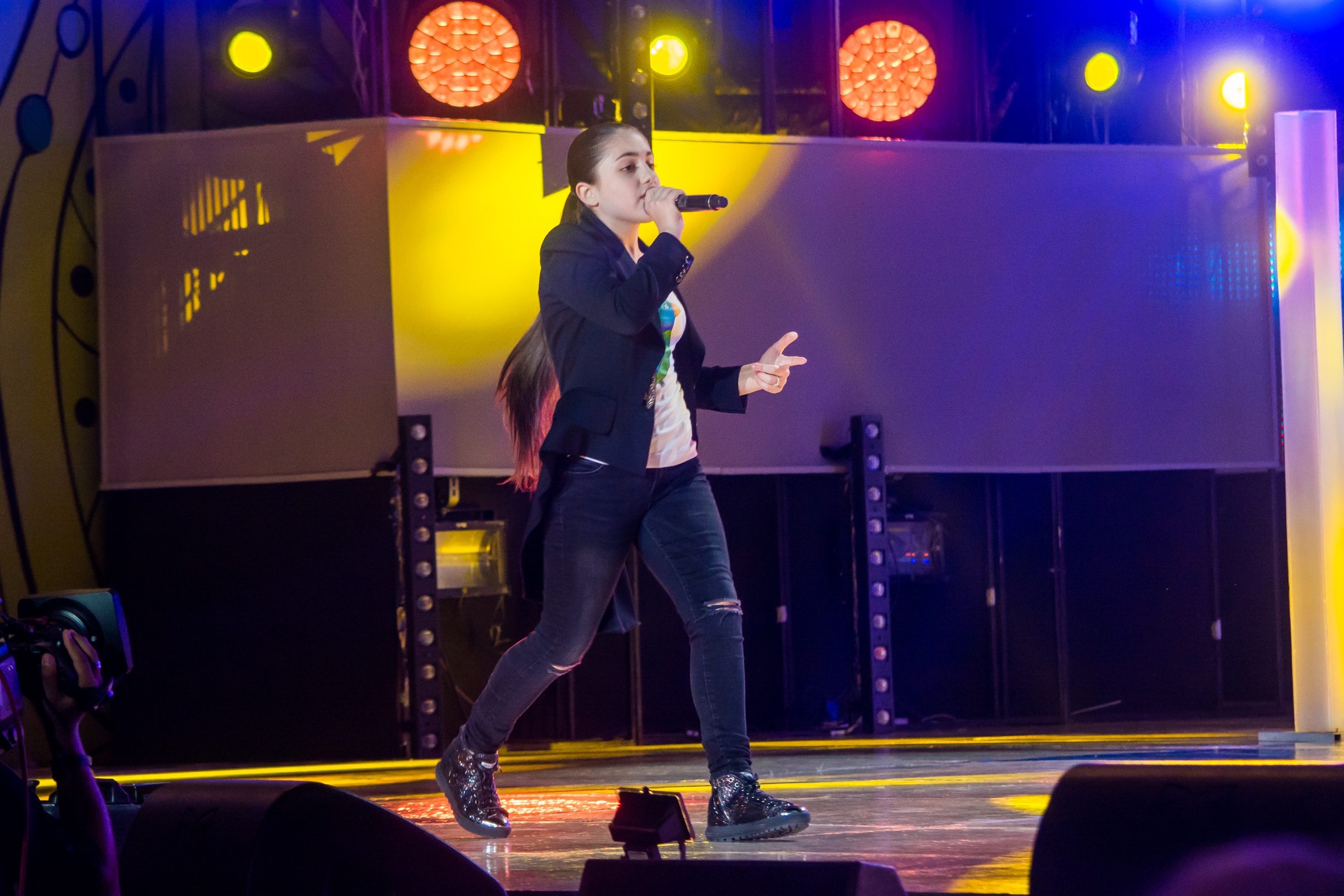
Лилия Вердиян
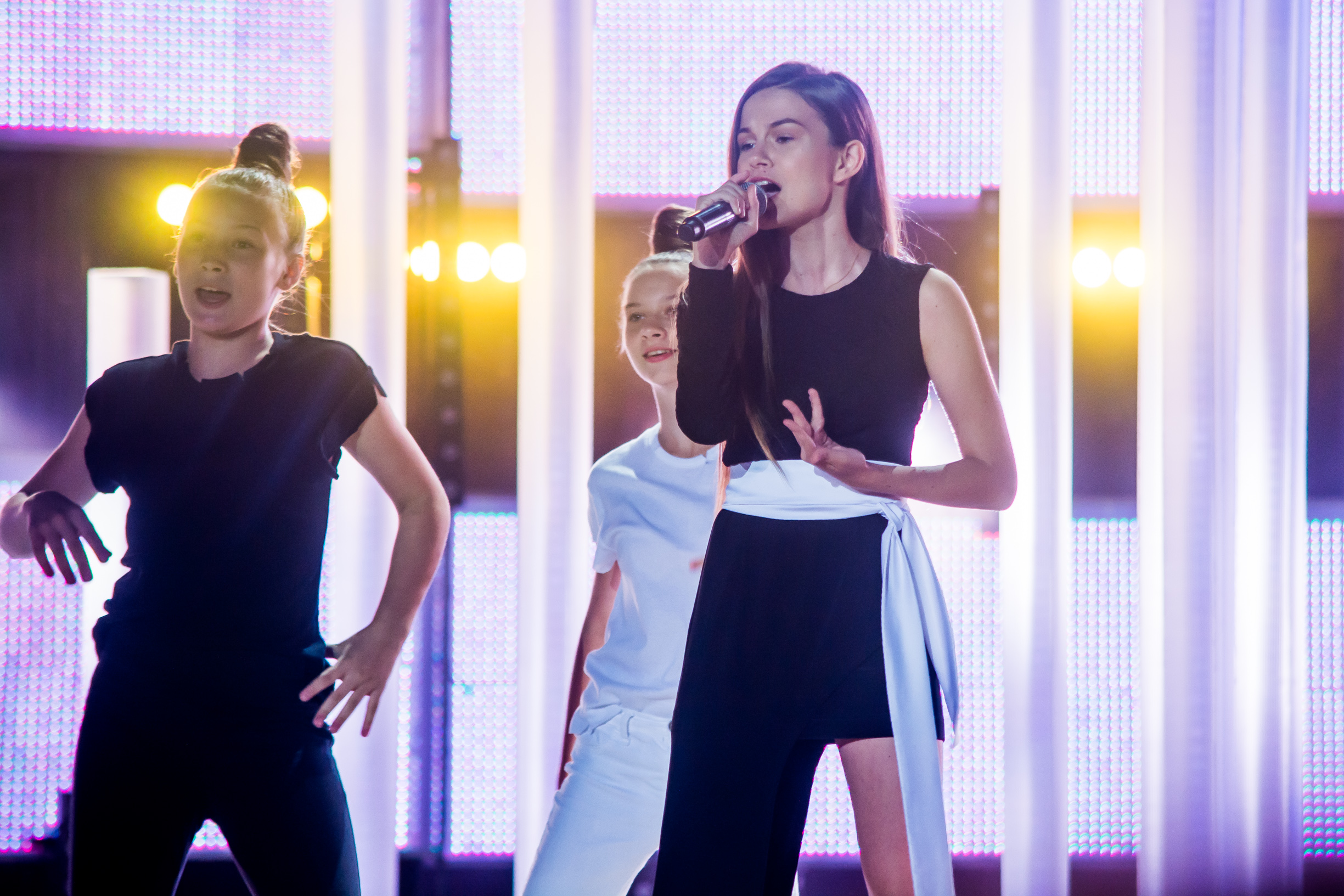
Софья Пастушкова
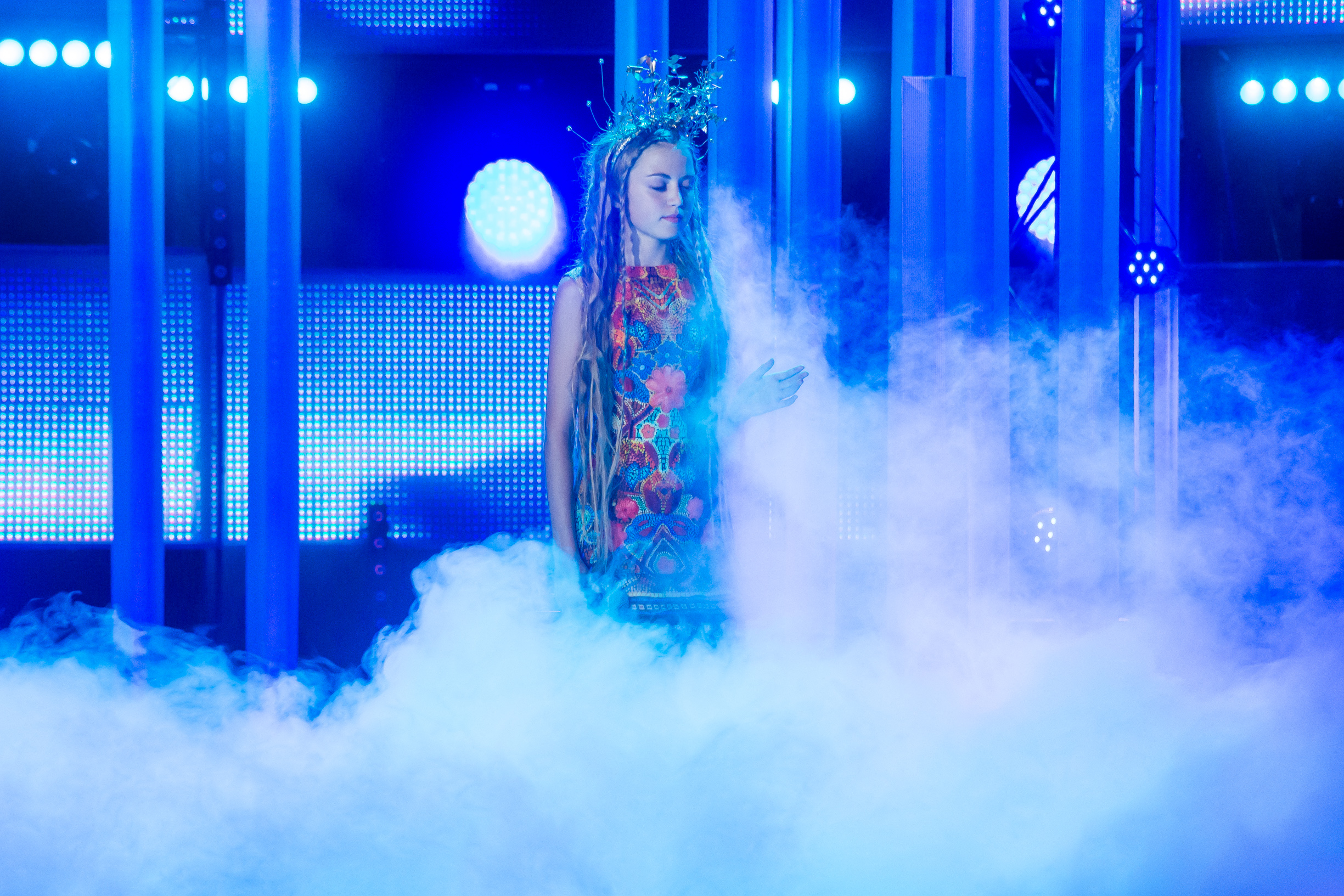
Софья Фисенко
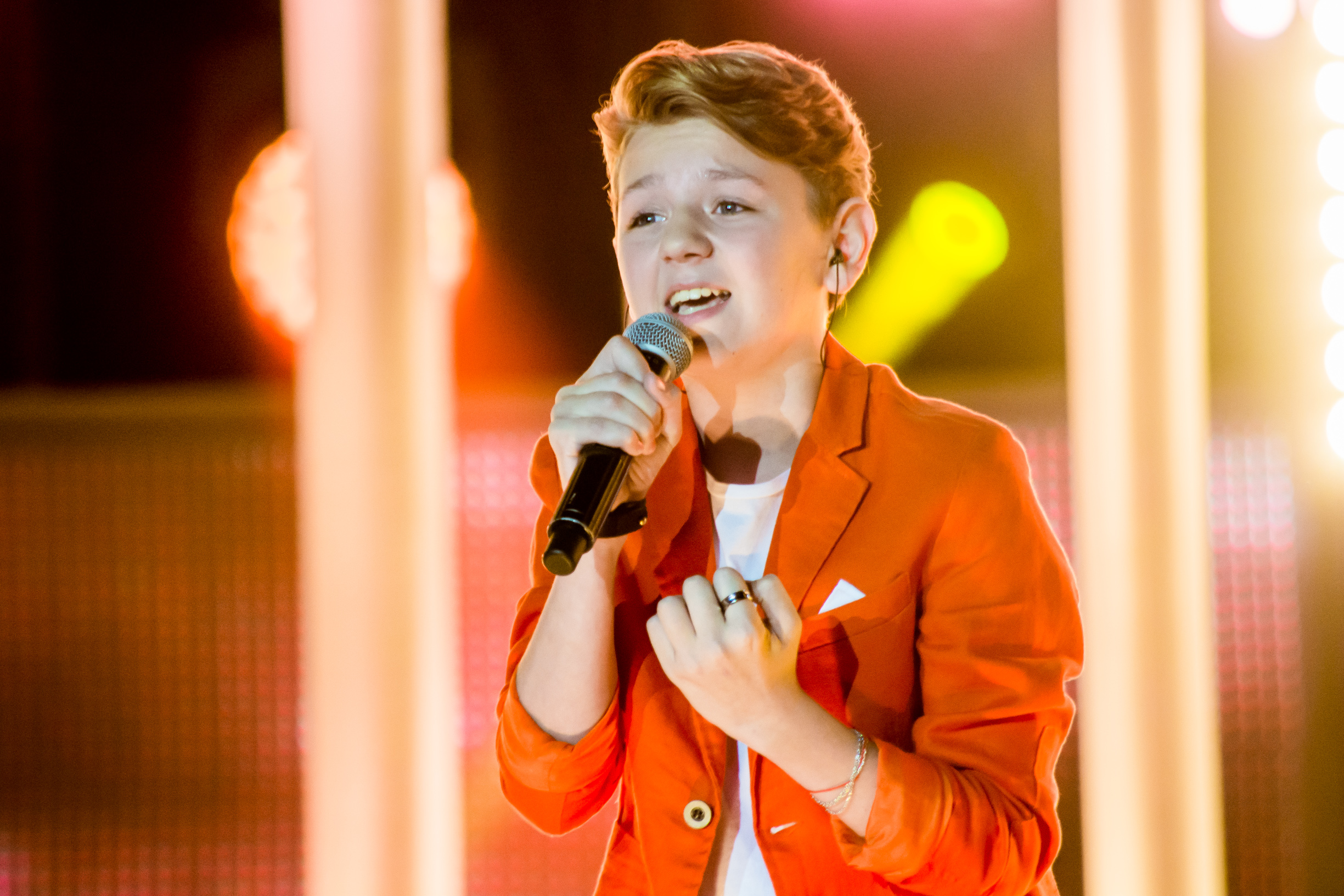
Алексей Забугин
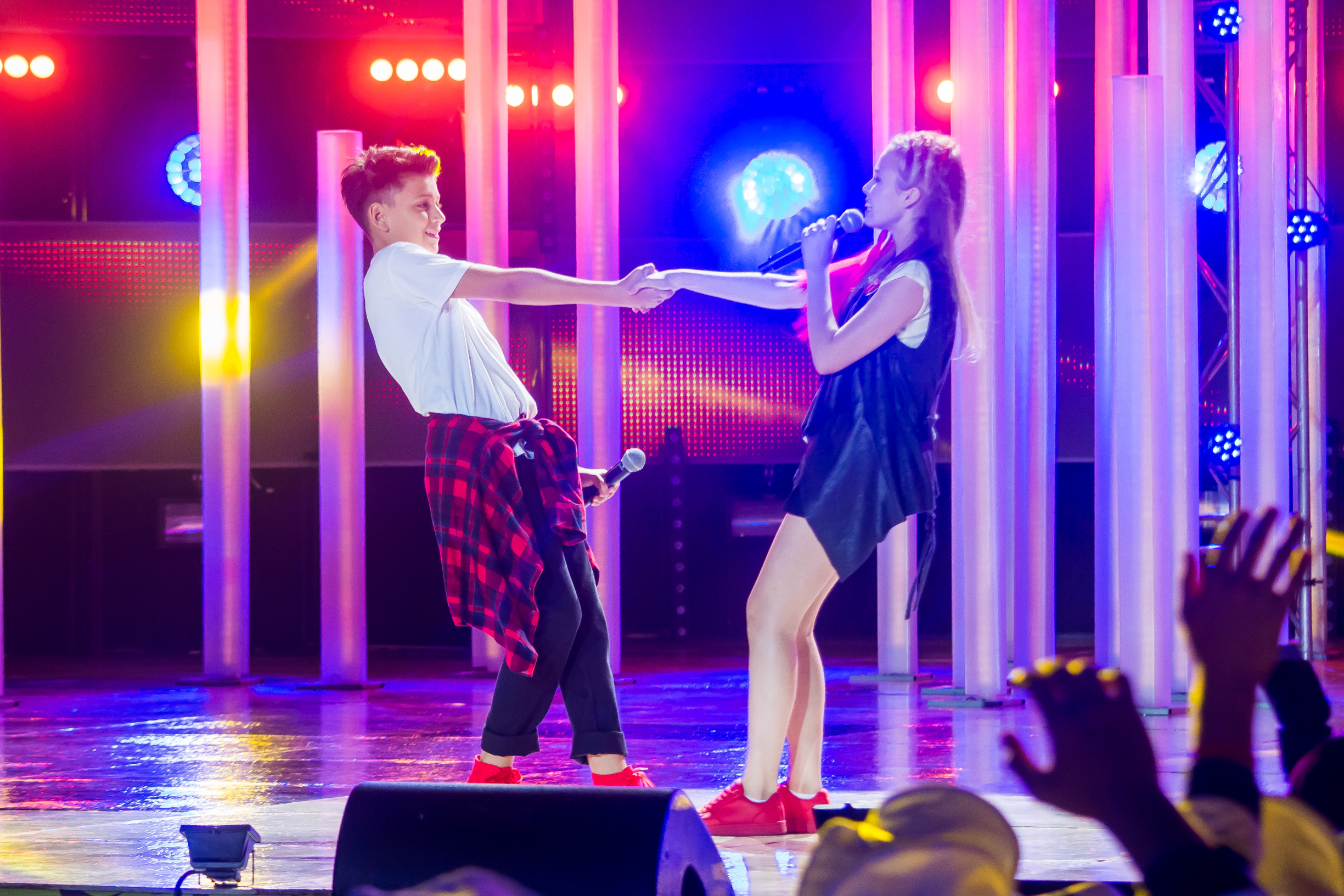
Дуэт «Friends»
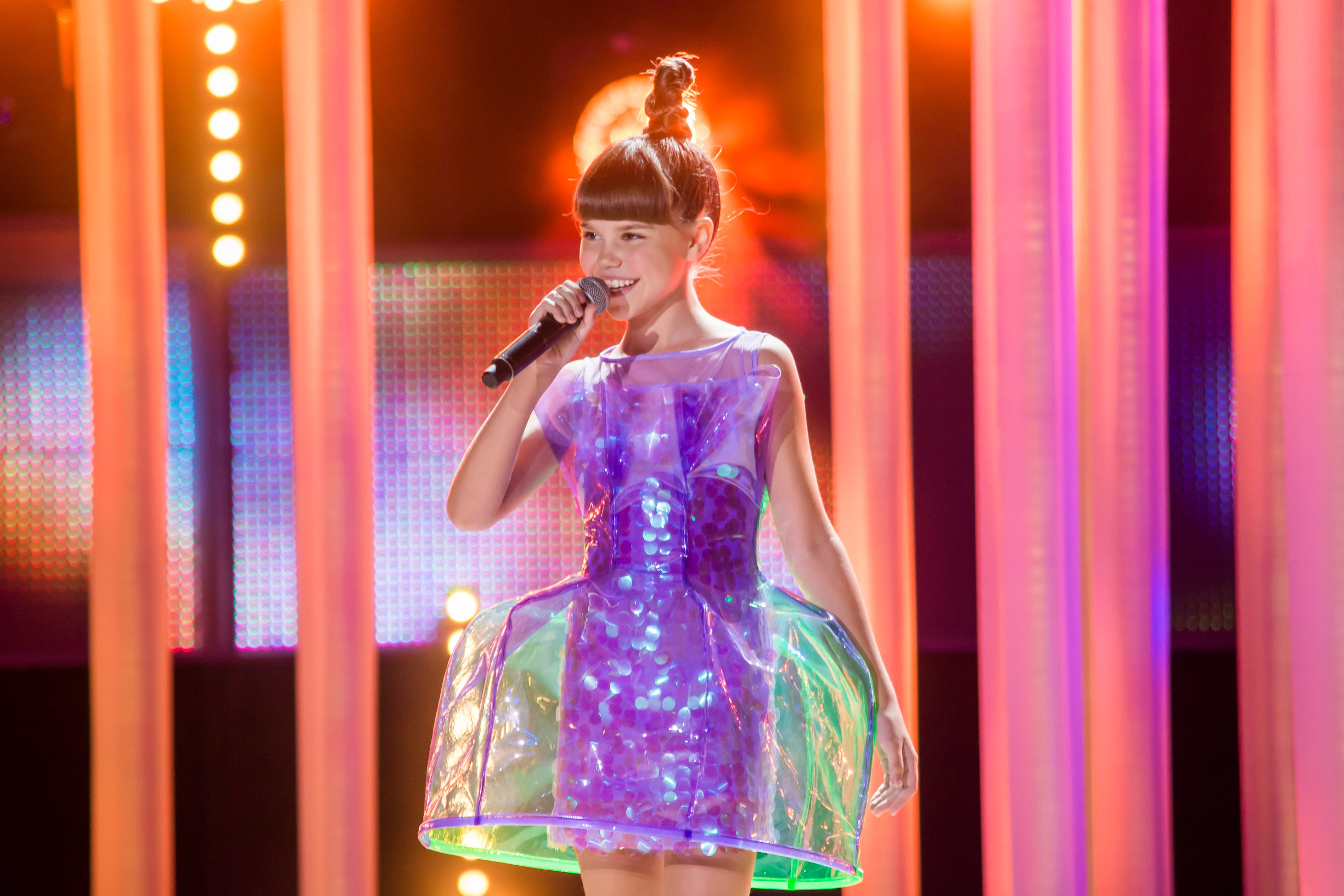
Катя Манешина
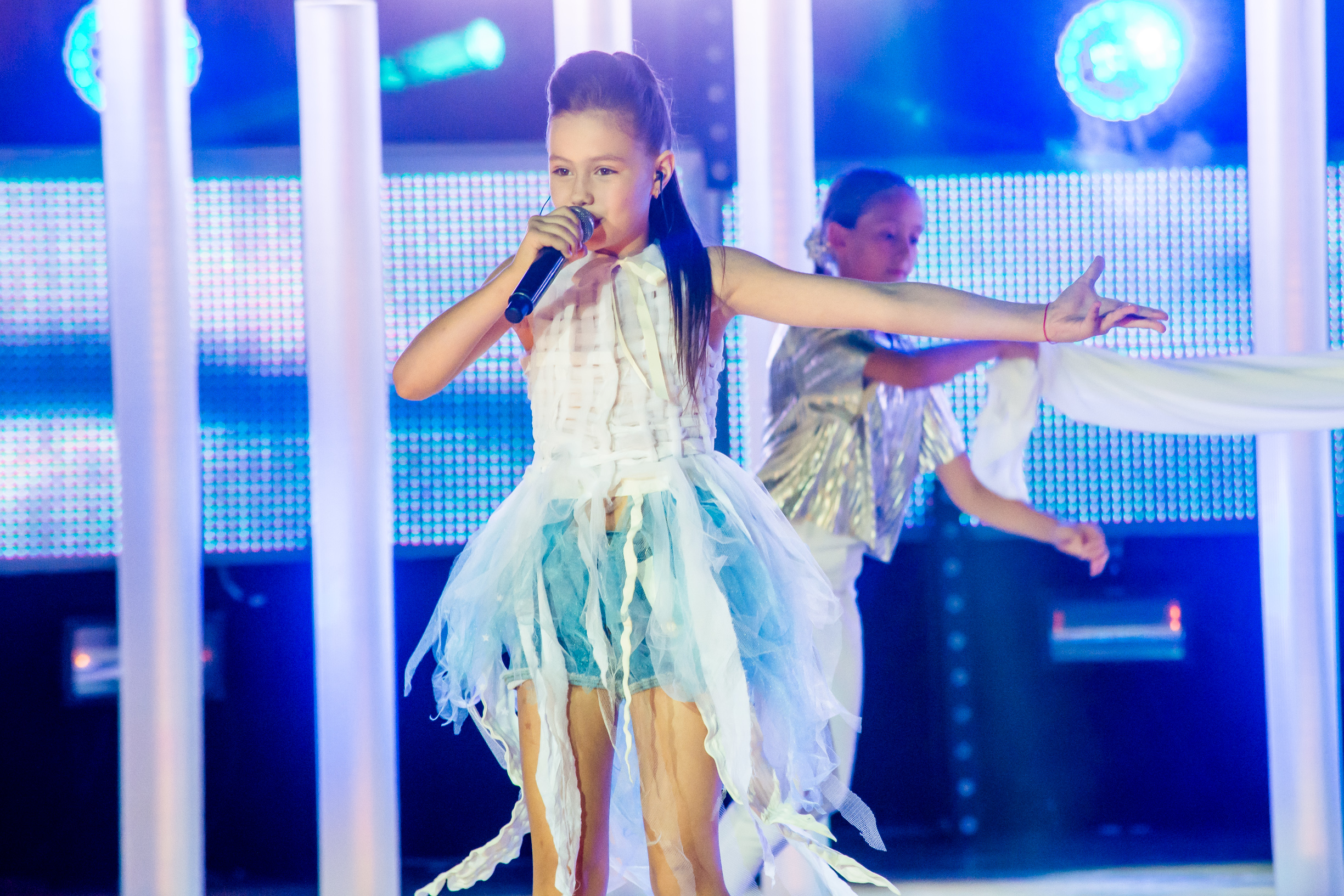
Мария Мирова
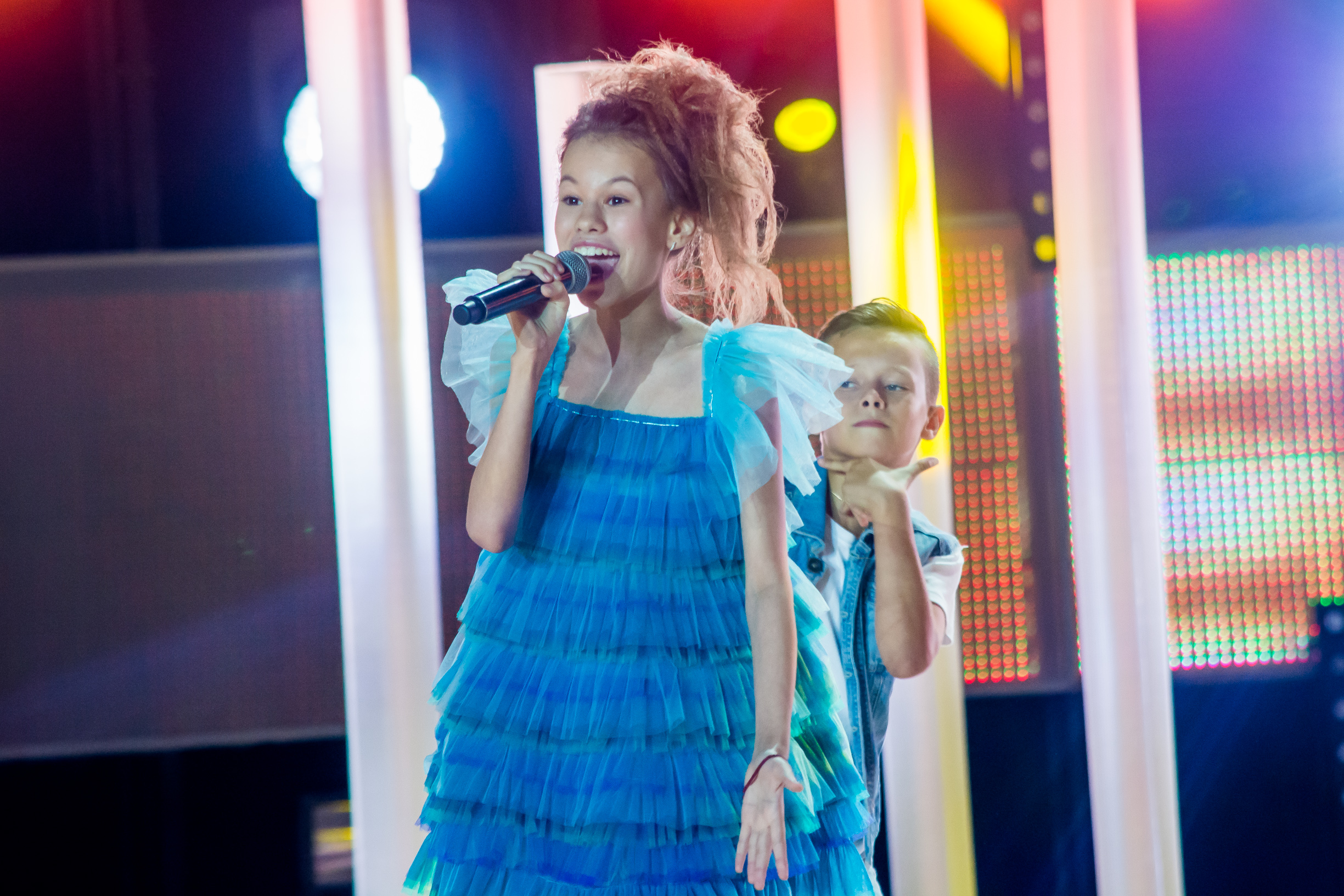
Милана Павлова
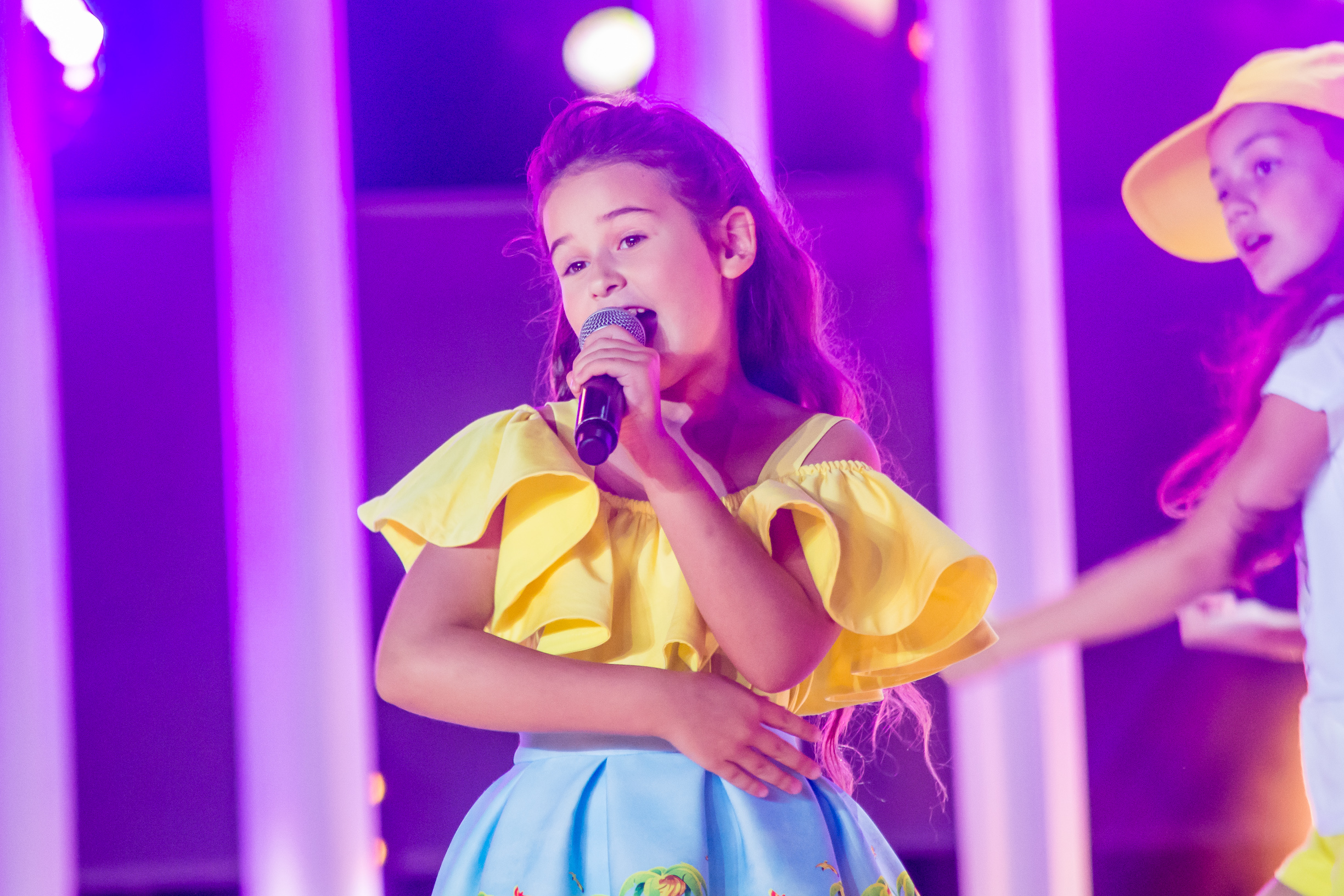
Алиса Хилько
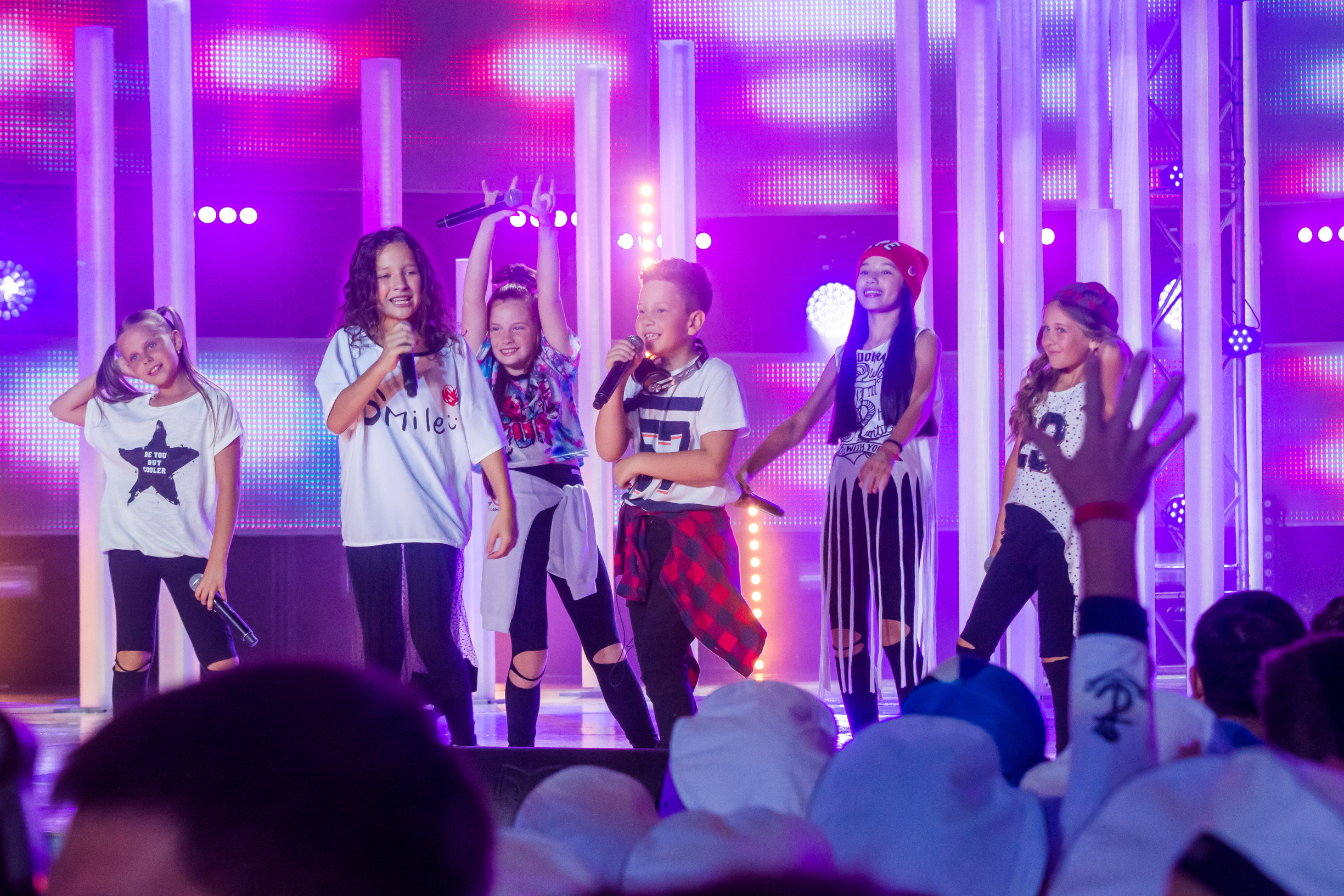
«Что скажут дети»
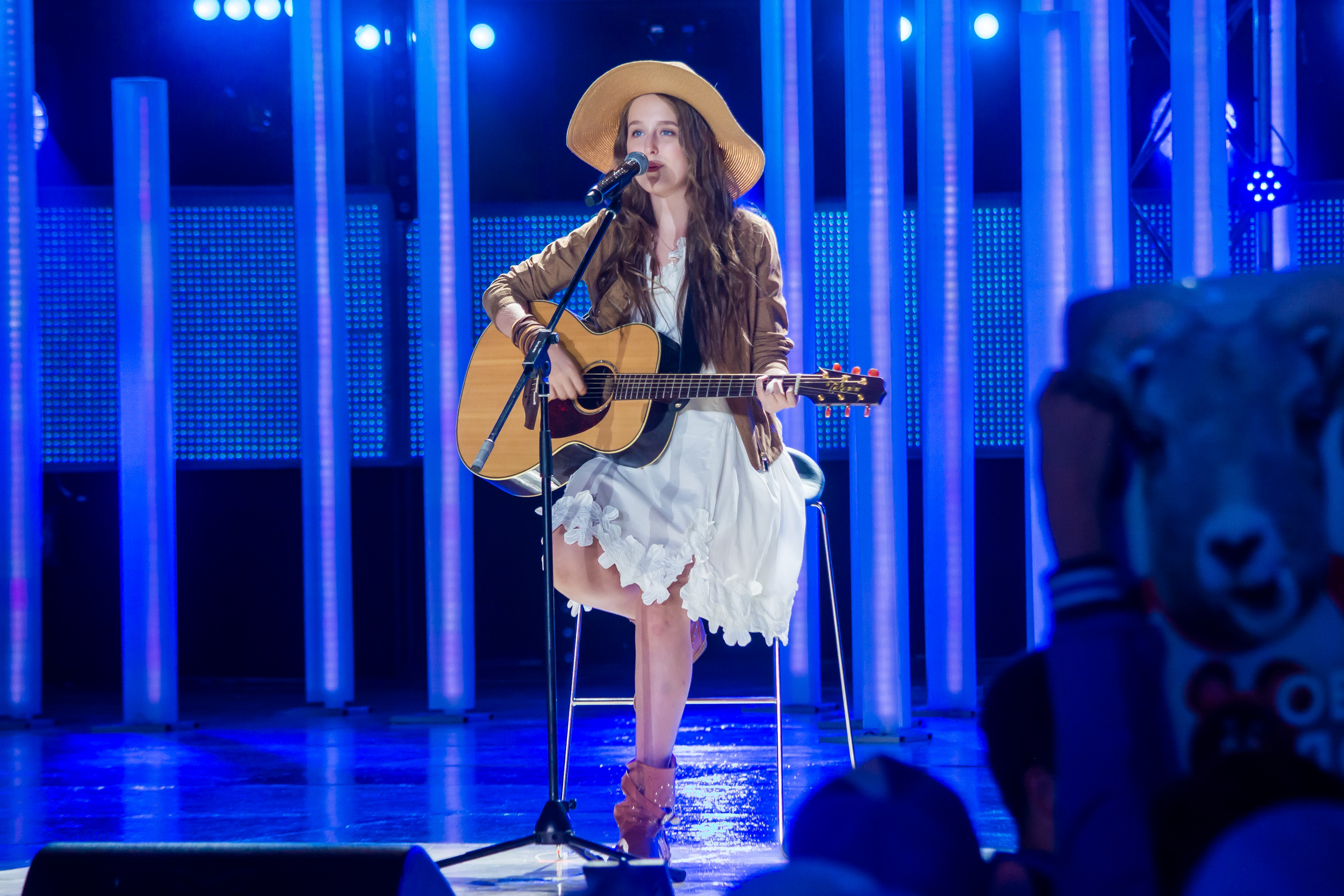
Мария Журавлёва
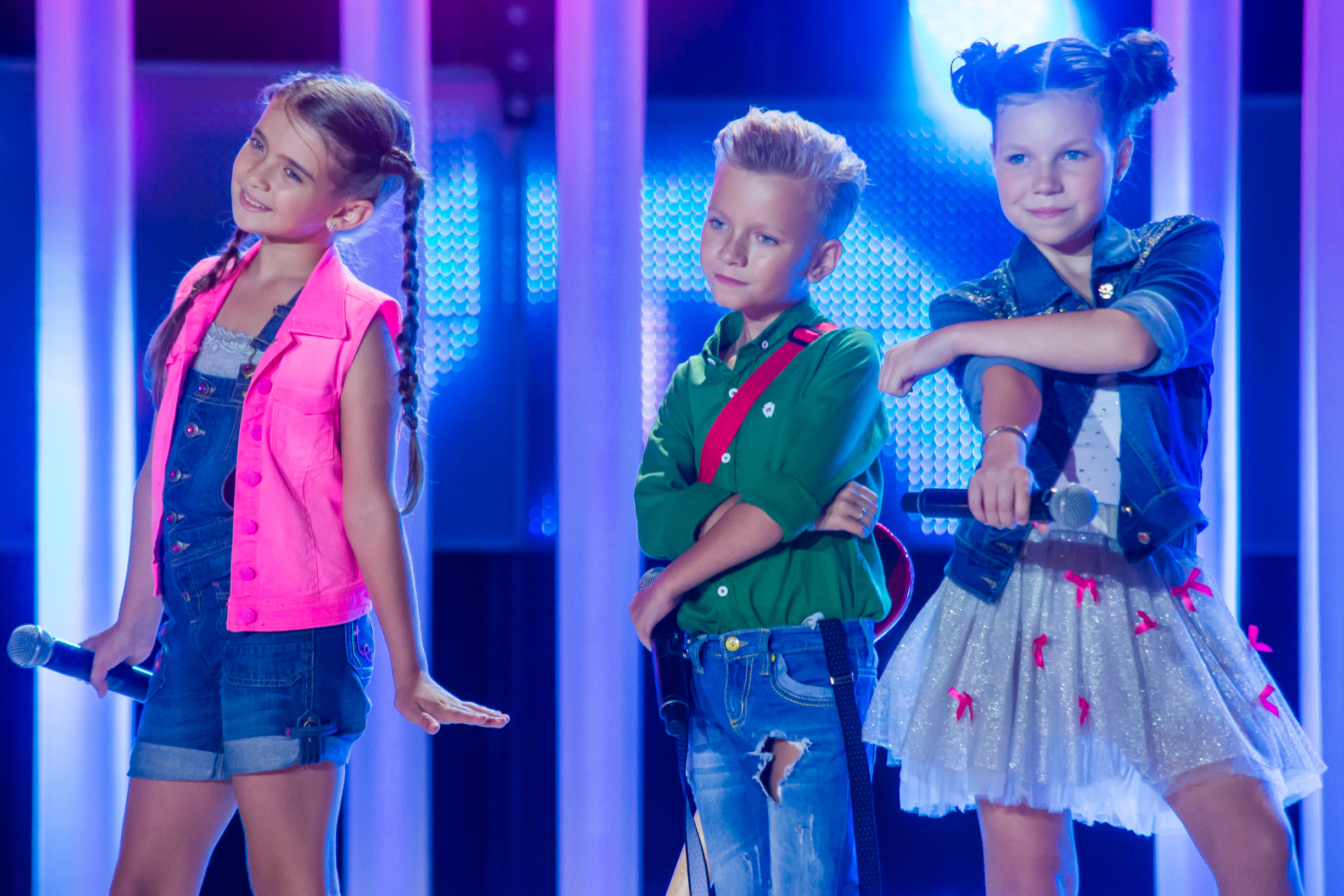
Трио «Жара»
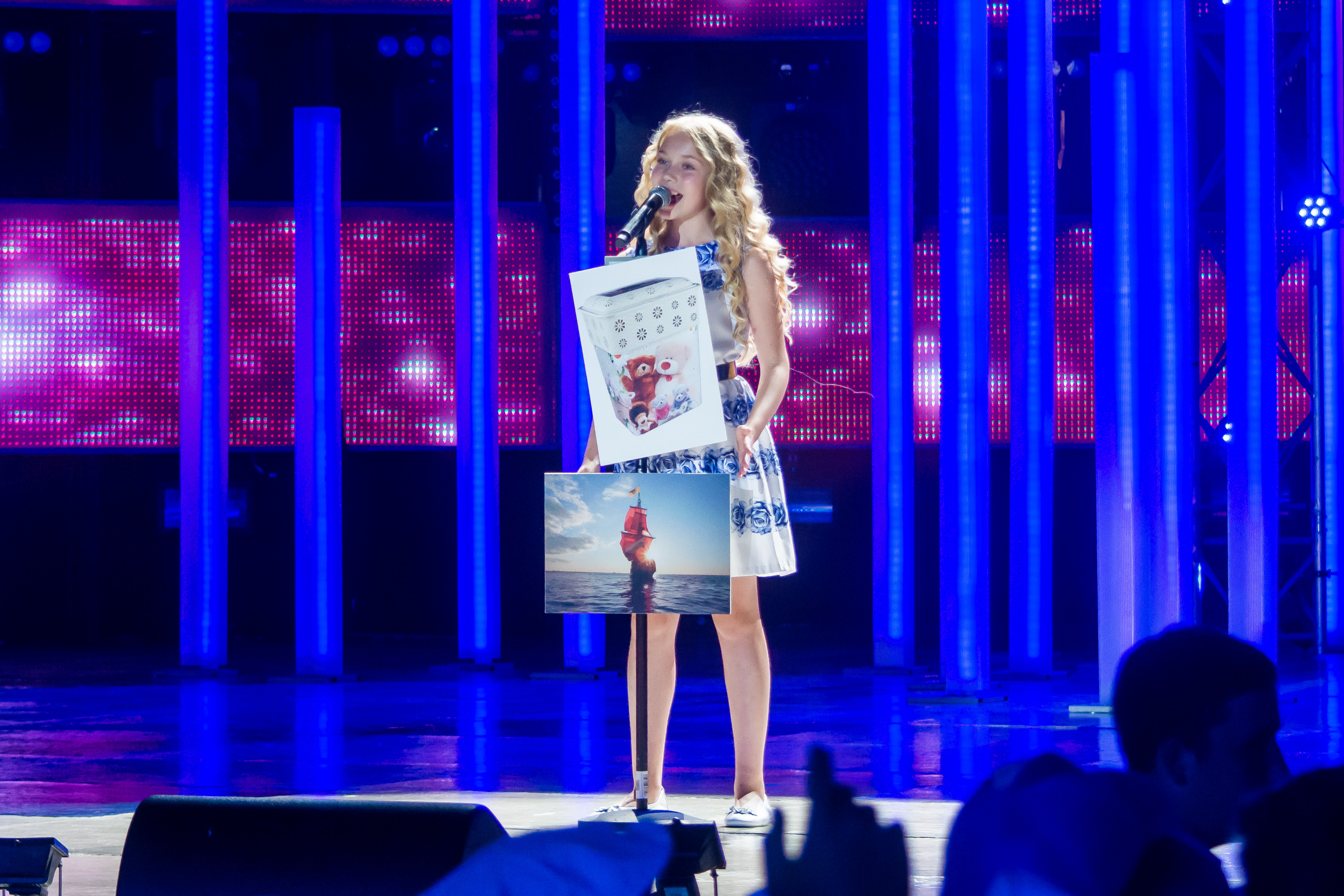
Елизавета Кузнецова
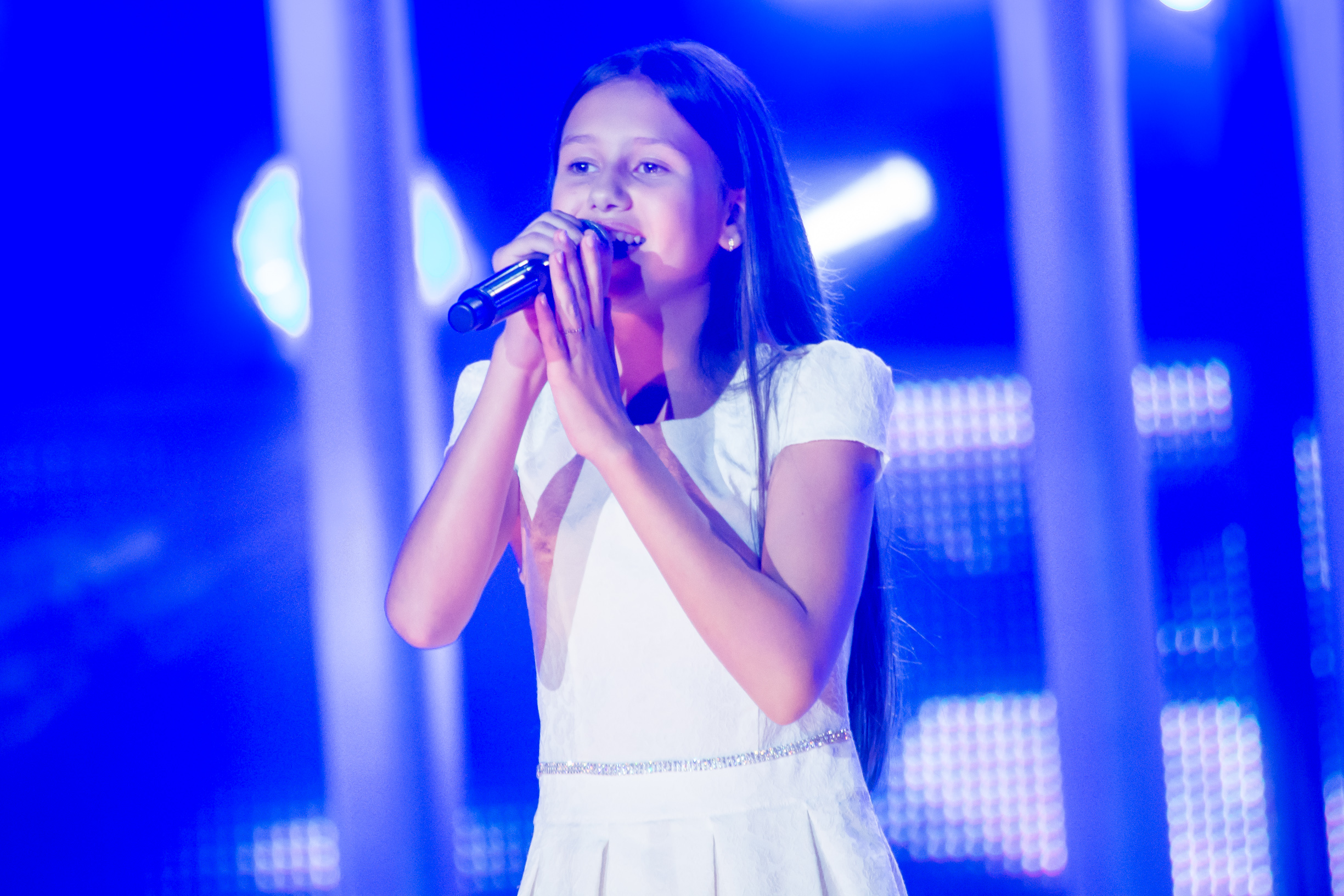
Милана Жарёхина
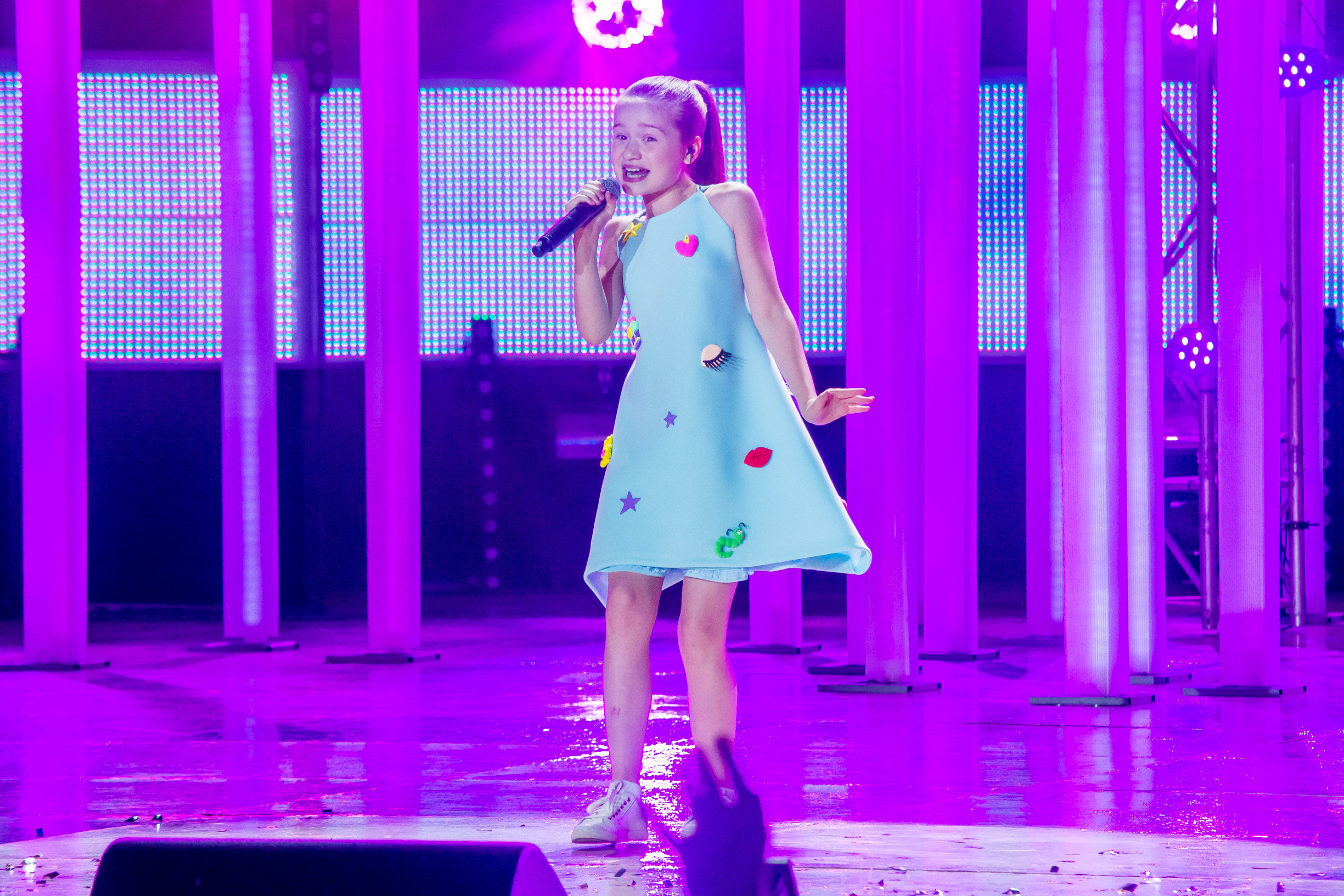
Вилена Хикматуллина

#### Международный конкурс
На конкурсе, который прошёл 20 ноября на Мальте, выступил проект «Живая вода» (англ. The Water of Life Project), в котором к Софье Фисенко присоединились ещё три участницы — Саша Абрамейцева, а также Кристина и Мадонна Абрамовы. Набрав 202 балла, проект занял четвёртое место.

### 2017 год
Россию 26 ноября на детском конкурсе песни Евровидение 2017 в Тбилиси представила 14-летняя Полина Богусевич с песней «Крылья». Она заняла первое место, набрав 188 баллов. Таким образом, Полина принесла России 2 победу за всю историю Детского Евровидения.

### 2018 год
В 2018 году страну на конкурсе представляла Анна Филипчук с песней «Unbreakable»	(«Непобедимы»). По сумме голосов от интернет-пользователей и жюри она заняла 10 место (среди исполнителей из 20 стран, принимавших участие в этом году).

### 2019 год
В 2019 году страну на конкурсе представляла Татьяна Меженцева и Денберел Ооржак с песней «Это время для нас». По сумме голосов от интернет-пользователей и жюри они заняли 13 место (среди исполнителей из 19 стран, принимавших участие в этом году)

### 2020 год
В 2020 году Россию на конкурсе представила 11-летняя София Феськова с песней «Мой новый день», которая заняла 10 место из 12.

### 2021 год
В 2021 году Россию на конкурсе представила 12-летняя Таня Меженцева, занявшая 7 место с песней «Mon ami». Она уже выступала в 2019 году с Денберелом Ооржаком с песней «Это время для нас».

### 2022 год
Изначально было подтверждено, что Россия примет участие на Детском Евровидении — 2022, однако 26 февраля российские телевещательные компании «ВГТРК» и «Первый канал» приняли решение приостановить своё членство в ЕВС, что делает дальнейшее участие невозможным. Но в дальнейшем он был окончательно исключен из ЕВС и "Детское Евровидение" наряду с обычным "Евровидением" отказалось от организации.

## Комментаторы, глашатаи и вещатели
| Год  | Комментаторы                     | Глашатаи                 | Вещатели |
| ---- | -------------------------------- | ------------------------ | -------- |
| 2005 | Юрий Николаев                    | Роман Керимов            | Россия   |
| 2006 | Ольга Шелест                     | Роман Керимов            | Россия   |
| 2007 | Ольга Шелест                     | Марина Князева           | Россия   |
| 2008 | Ольга Шелест                     | Сарина Урман             | Россия   |
| 2009 | Ольга Шелест                     | Филипп Масуров           | Россия   |
| 2010 | Ольга Шелест                     | Филипп Масуров           | Россия-1 |
| 2011 | Ольга Шелест                     | Валентин Садики          | Россия-1 |
| 2012 | Ольга Шелест                     | Валентин Садики          | Россия-1 |
| 2013 | Александр Гуревич                | Мария Бахирева           | Карусель |
| 2014 | Ольга Шелест и Александр Гуревич | Мария Кареева            | Карусель |
| 2015 | Ольга Шелест                     | София Долганова          | Карусель |
| 2016 | Ольга Шелест                     | Михаил Смирнов           | Карусель |
| 2017 | Липа Тетерич                     | Антонина Володина        | Карусель |
| 2018 | Антон Зорькин                    | Хрюша и Дина             | Карусель |
| 2019 | Лера Кудрявцева и Вадим Такменёв | Хрюша                    |          |
| 2019 | Лера Кудрявцева и Вадим Такменёв | Хрюша                    | НТВ      |
| 2019 | Антон Зорькин и Хрюша            | Хрюша                    | Карусель |
| 2020 | Антон Зорькин и Хрюша            | Микелла Абрамова и Хрюша | Карусель |
| 2021 | Антон Зорькин и Хрюша            | Лиза Гуреева             | Карусель |

### Комментарии
1. ↑  В итоговой таблице конкурса 2009 года указана ничья за второе место между Россией и Арменией, потому что эти страны обе получили очки от каждой страны.
2. ↑  Россия заняла третье место по количеству набранных очков наравне с Беларусью, набрав 99 очков, но на официальном табло Беларусь занимает третье место, а Россия — четвертое. Это согласуется с правилом «при равенстве баллов», исходя из которого песня, получившая баллы от большинства стран, занимает более высокое место.
3. ↑  В песне содержатся две фразы на французском языке.